# ホンダ・フリード
フリード（FREED）は、本田技研工業が生産・販売するコンパクトミニバン型の小型乗用車である。

## 初代 GB3/4/GP3型（2008年 - 2016年）
モビリオの後継車として、「運転しやすいサイズでなおかつ室内空間にもゆとりあるコンパクトミニバン」を求めており、ミドルサイズミニバンでは少々大きすぎると考えている顧客をターゲットに開発された。生産工場は埼玉製作所狭山完成車工場。
最大の特徴はそのスタイリッシュなデザインである。先代にあたるモビリオをはじめ、トヨタ・シエンタ、日産・キューブキュービックなど、女性向けともいえる可愛らしさを強調した車が多かった同クラスにおいて、こちらは上級ラージミニバンにも通じる男性的なデザインが与えられ、父親でも堂々と乗れる初めてのコンパクトミニバンだったこともあり、ユーザーを問わないフリースタイルのミニバンとして人気を博した。
ベースとなる3列シート仕様（6人乗り: 2列目キャプテンシート、7人乗り: 2列目ベンチシート）と、2列シート仕様の「FLEX」（5人乗り）がある。スタイルは、ヨーロッパの路面電車を連想させるユニークなものだったモビリオから一転、機能的かつシンプルな、実寸以上にゆとりを感じさせるデザインとなった。
前輪回りのプラットフォームやエンジンは、2代目フィット（GE8）のものをベースにステアリング部より後ろのフロアパンを新規開発している。フィットやモビリオなどとは異なり、燃料タンクを2列目下に設置しているため、背の高い荷物を収納するためのシートアレンジはできないが、1列目のシート下に空間が生まれ、2列目乗員の足元スペースが広がった。モビリオに対し、全長を145mm延長したことに加え、各部寸法の見直しにより室内長は190mm延長され、全幅の10mm拡大と相まって居住性を向上（特に3列目）した。2列目床高さを15mm低くし、Bピラーの位置の適正化により、スライドドアの開口幅を30mm拡大し、2・3列目の乗降性も向上した。3列目シートは、3代目ステップワゴンのシートの改良版であり、モビリオの2人掛けから3人掛けに拡大。格納方法を5:5分割左右はね上げ式に改め、また軽量化により格納が容易になった。
エンジンは、モビリオに引き続き1.5LのL15A型を搭載。新たにi-VTECを採用し、最高出力/最大トルクおよび燃費性能が向上した。トランスミッションは、FF車にトルクコンバーター付きCVT、4WD車に5速ATを採用。
「FLEX・Fパッケージ」と「FLEXエアロ」には、メーカーオプションで「スカイルーフ」が選択できる。

### 年表
- 2008年（平成20年）5月29日 -「フリード」を発表[2]（5月30日発売）。

キャッチフレーズは「This is サイコーに ちょうどいい Honda!」で、イメージキャラクターはショーン・レノン。CMソングもショーンが書き下ろした楽曲「FREE」が使用された。
発売当初の目標販売台数は月4,000台としていたが、街乗りから大人数でのドライブまでこなせる手頃なボディサイズと扱いやすさが受け入れられ、発売後1か月には当初目標の5倍に達する2万台を売り上げた（販売台数は受注ベース）。12月には、2008年下半期のミニバン販売台数で第1位を獲得した。
- 2009年（平成21年）
  - 3月11日 - ミニバンの需要が高いインドネシアで「フリード」を生産・販売・輸出開始[5]。

現地の四輪車生産販売合弁会社である「ピー・ティ・ホンダプロスペクトモーター」が、2009年6月よりフリードの生産・販売を開始すると発表。
  - 5月21日 - 一部改良[6]。

全車にマップランプと左右のグラブレールが追加され、7人乗り仕様（G系列）の2列目キャプテンシートのシートスライド量が40mm増加。「FLEXエアロ」には、ディスチャージヘッドライトとハーフシェイド・フロントウインドウも追加される。
「G」、「Gエアロ」、「FLEX」には、従来の各パッケージにタイプ別に以下の装備を追加した新タイプ「ジャストセレクション」が設定される。
「G」では従来の「Lパッケージ」にディスチャージヘッドライトとマイクロアンテナが追加された。
「Gエアロ」では従来の「Lパッケージ」に15インチアルミホイールとハーフシェイド・フロントウインドウが追加された。
「FLEX」では従来の「Fパッケージ」にディスチャージヘッドライトとハーフシェイド・フロントウインドウが追加された。
- 2010年（平成22年）
  - 5月17日 - 特別仕様車「ハイウェイ エディション」を発売[7]。

「G」・「Gエアロ」をベースに、「ジャストセレクション」および「コンフォートビューパッケージ（「Gエアロ」の4WD車は標準装備）」の装備品とETC車載器を装備し、ドアライニング・シート・インパネに専用ブラック内装を施した。
  - 11月4日 - マイナーチェンジ[8]。

CVTのフリクション低減などの改良を行い、燃費を向上。また、エンジン・トランスミッション・エアコンを協調制御して実用燃費向上に寄与する「ECONモード」が追加。
内装面では、フロントのドアライニングが布張りに、インパネの一部がシルバー塗装にそれぞれ変更され、質感を高めると共に、メーターにブルー照明が採用され、シート表皮も変更。また、「G・ジャストセレクション」、「Gエアロ」、「FLEX」、「FLEXエアロ」で後方視覚支援ミラーと車速連動オートドアロック（テールゲート連動）が標準装備化。さらに、「G・ジャストセレクション」と「FLEX」にはハーフシェードフロントウィンドウが、「Gエアロ」と「FLEXエアロ」にはドリンクホルダー照明がそれぞれ追加装備された。
- 2011年（平成23年）
  - 10月5日 -「フリード ハイブリッド」をホームページで先行公開[9]。
  - 10月27日 - マイナーチェンジ。同時にハイブリッド車「フリード ハイブリッド」を追加[10]（10月28日発売）。

3列目シートを3席から2席に減らし占有スペースを拡大（これにより、6人乗り仕様・7人乗り仕様に変更）するとともに、アームレストをタイプ別設定した。
チャイルドシート固定機能は従来の「車両限定ISOFIX」から「汎用ISOFIX対応」となった。全タイプでVSA・ヒルスタートアシストシステム・3点式ELRシートベルト（全席）を標準装備。リアコンビネーションランプはメッキとクリアに変更し、ストップランプとテールランプにはLEDを採用した。さらに、「G」・「G・ジャストセレクション」にはクローム調ヘッドライトガーニッシュを、「Gエアロ」にはクロームメッキの専用フロントグリル、ダーククローム調のヘッドライトガーニッシュ、ワイド感を強調するエアロフォルム・バンパーを採用した。タイプ体系は「フリードスパイク」と同一の（「G」・「G・ジャストセレクション」・「Gエアロ」）に揃えられるとともに、3列シート車の上級仕様「Giエアロ」及び「フリードスパイク」への統合により、2列シート車の「FLEX」を廃止した。
ハイブリッド車「フリード ハイブリッド」は、クロームメッキ+クリアブルー塗装を施した専用フロントグリルやメッキ+クリアブルーのヘッドライトガーニッシュなどを採用した専用デザインを採用。1.5L i-VTECとIMAを組み合わせた独自のハイブリッドシステム、ECONモード、エコアシスト（エコロジカル・ドライブ・アシスト・システム）の装備により、JC08モード走行で21.6km/Lの低燃費を実現した。さらに、フロントウィンドウに遮音機能付ガラスを追加するとともに、吸音・遮音材の追加し静寂性も実現した。また、IMAバッテリーの搭載によるフロア高の上昇をシート脚部の見直しにより抑え、ガソリン車と同等の居住空間を実現した。タイプ体系は「ハイブリッド」と「ハイブリッド・ジャストセレクション」の2グレードを設定。
- 2012年（平成24年）
  - 4月5日 - 新タイプ「GH」を追加[11]（4月19日発売）。

ディスチャージヘッドライト（ハイ/ロービーム、オートレベリング/オートライトコントロール機能付）、リア左側パワースライドドア、Hondaスマートキーシステム（Hondaスマートキー2個付）などを装備した「GH」を追加。同時に、ハイブリッドにはリア右側パワースライドドアなどのメーカーオプションを追加設定した。
  - 11月22日 - 一部改良[12]。

「G・ジャストセレクション」・「ハイブリッド」・「ハイブリッド・ジャストセレクション」にはディスチャージヘッドライト（ハイ/ロービーム、オートレベリング/オートライトコントロール機能付）とセキュリティアラームを、「Gエアロ」にセキュリティアラームをそれぞれ追加装備し、「ハイブリッド・ジャストセレクション」にはさらにリア右側パワースライドドア、Hondaスマートキーシステム、イモビライザーも追加装備した。「G・ジャストセレクション」のFF車は「平成27年度燃費基準」を達成した。なお、タイプ体系の見直しにより、同年4月に追加した「GH」がわずか7か月で廃止となり、マイナーチェンジ当初のタイプ体系に戻った。
- 2013年（平成25年）11月7日 - 特別仕様車「G・ジャストセレクション+（プラス）」、「Gエアロ・クールエディション」、「Hybrid・ジャストセレクション+」を設定[13]。（11月8日発売）。

「ジャストセレクション+」は「G」と「Hybrid」の「ジャストセレクション」をベースに、スーパーUVカット・フロントドアガラスとナビ装着用スペシャルパッケージを装備（「G・ジャストセレクション+」はベース車に標準装備されている後方視界支援ミラー、センタードリンクホルダーを非装備化）し、「G・ジャストセレクション+」にはプライムスムース&スウェード調ファブリックコンビシートも特別装備した。
「クールエディション」は「Gエアロ」をベースに、プライムスムース&スウェード調ファブリックコンビシートとナビ装着用スペシャルパッケージを装備し、フロントグリルとリアライセンスガーニッシュにダーククロムメッキを、ステアリングホイールとセレクトレバーに本革巻をそれぞれ施した。
- 2014年（平成26年）4月17日 - マイナーチェンジ[14]。

スーパーUVカット・フロントドアガラスとアレルクリーンシートを全タイプに、プラズマクラスター技術を備えたフルオート・エアコンディショナーを「G」を除く全タイプにそれぞれ標準装備。そのほか、フロントデザイン（グリル・バンパーガーニッシュ）を変更し、リアコンビランプのブレーキ発光面を赤に、フリードハイブリッドのフルホイールキャップを2トーンカラーのレイヤードフィンタイプにそれぞれ変更。ボディカラーに「プレミアムディープロッソ・パール（オプションカラー）」を追加し、「Gエアロ」及び「グランパッケージ」を装着した。
「Hybrid・ジャストセレクション」は、ボディカラーで「ホワイトオーキッド・パール」、「プレミアムスパークルブラック・パール」、「プレミアムディープロッソ・パール」を選択した場合、インテリアカラー（シート・ドアライニング・インパネ加飾）でシナモンを指定できるようになった。
- 2015年（平成27年）5月28日 - 特別仕様車「G・プレミアムエディション」、「Hybrid・プレミアムエディション」を設定（5月29日発売）[15]。

「G」・「Hybrid」をベースに、「ジャストセレクション」の装備に加え、プライムスムース&スウェード調ファブリックコンビシートと室内LED照明（フロントマップ/ルーム/ラゲッジルームランプ）を特別装備。さらに、「Hybrid・プレミアムエディション」は本革巻ステアリングホイール、本革巻セレクトレバー、照明付ドリンクホルダー（運転席/助手席）を、「G・プレミアムエディション」はリア右側パワースライドドアとクルーズコントロールをそれぞれ特別装備した。
- 2016年（平成28年）
  - 8月[16] - 生産終了。在庫対応分のみの販売となる。
  - 9月 - 2代目と入れ替わる形で販売終了。

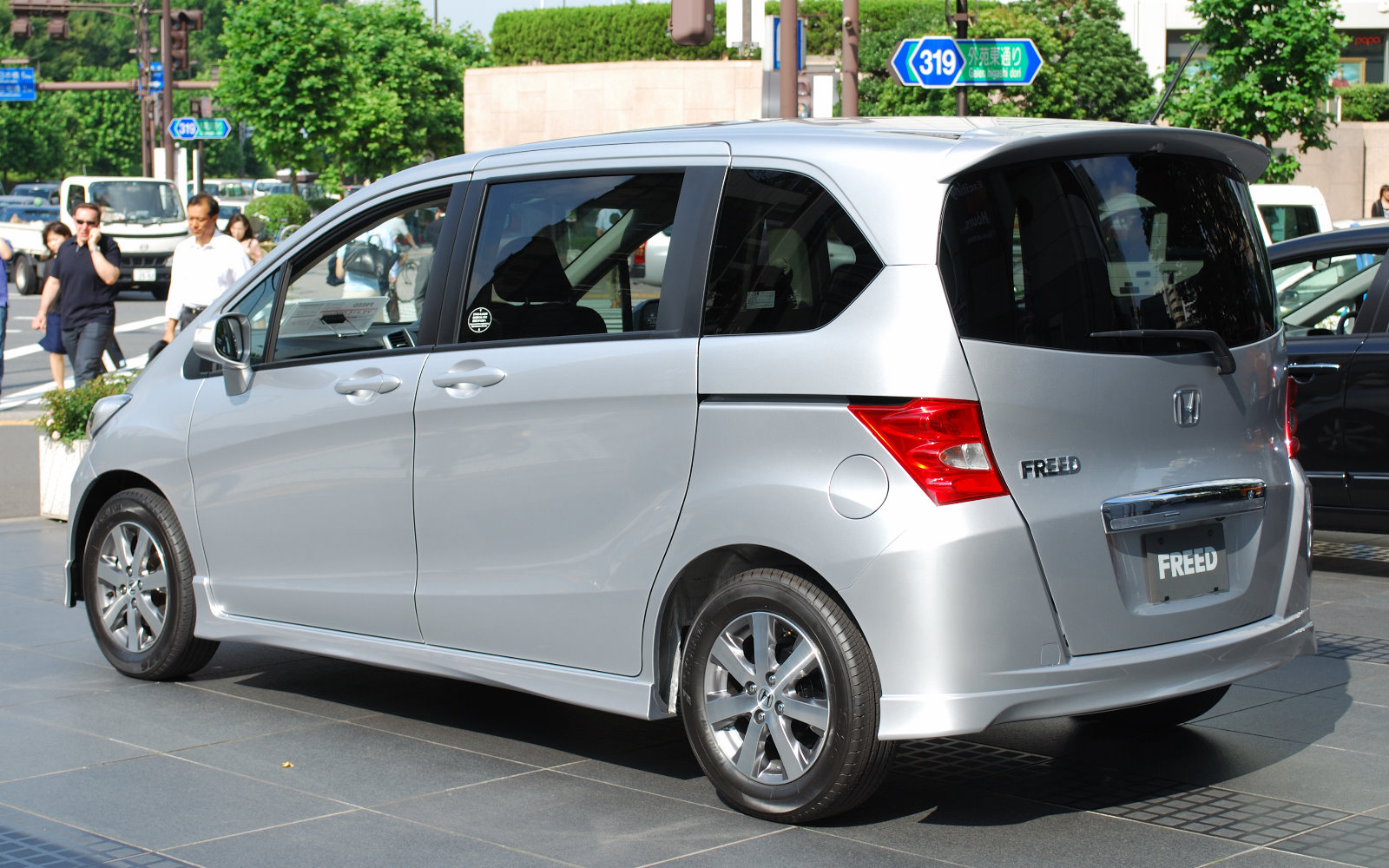
2008年5月発売型（リア）
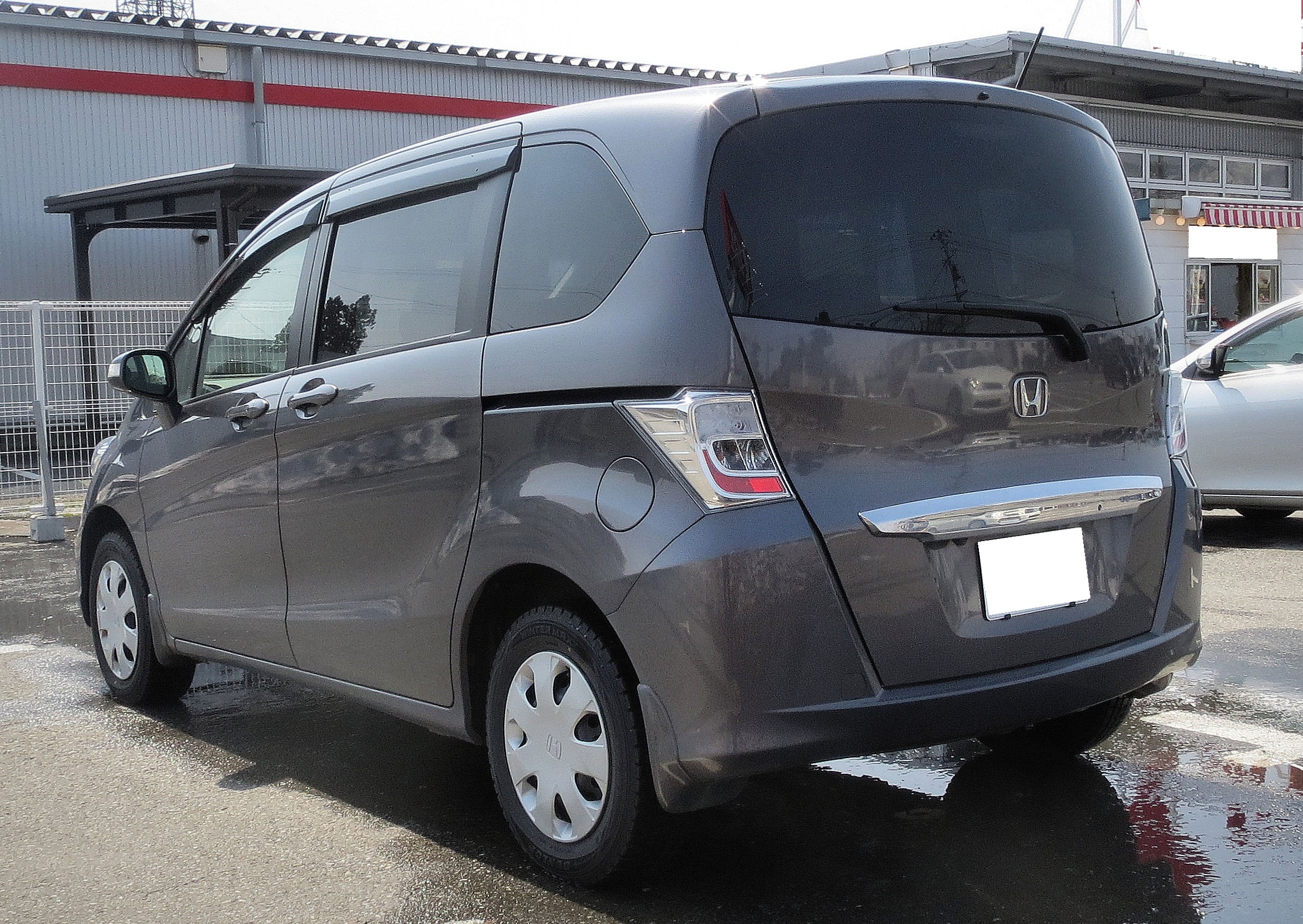
2011年10月改良型（リア）
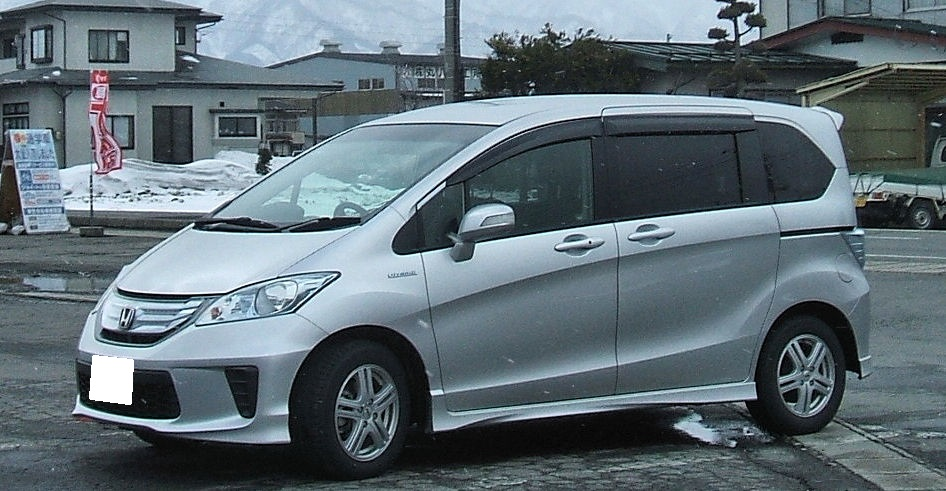
2011年10月改良型 Hybrid
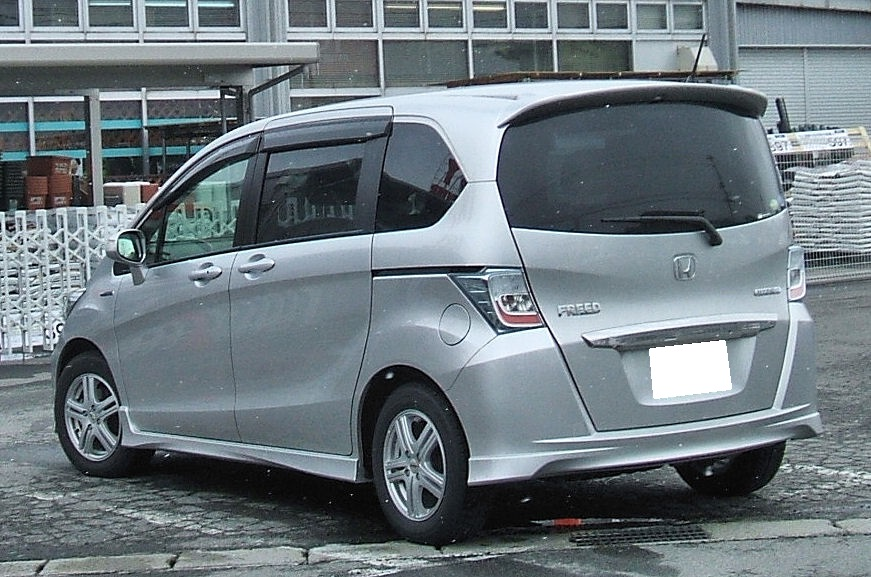
2011年10月改良型 Hybrid（リア）
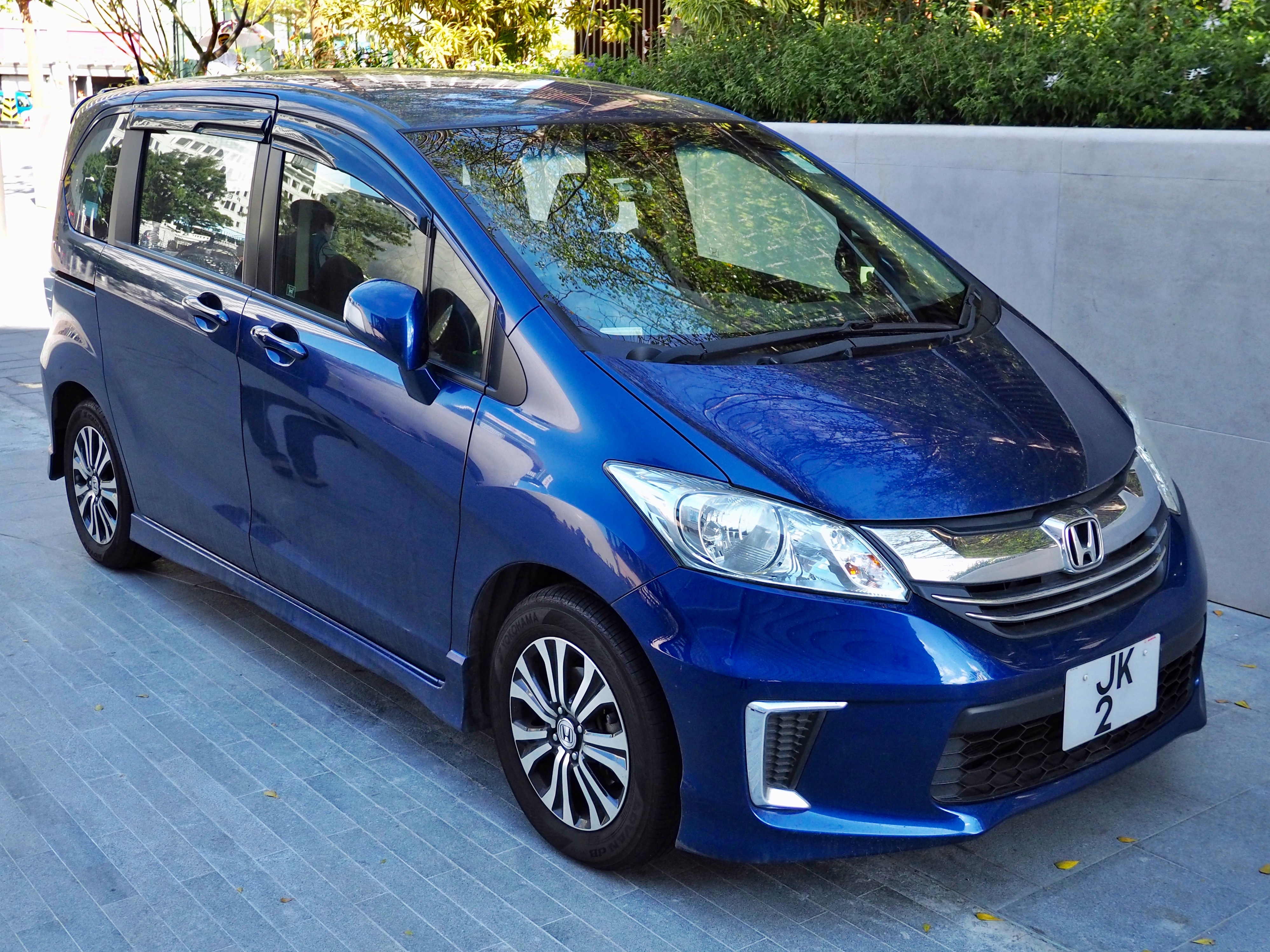
2014年4月改良型 Hybrid
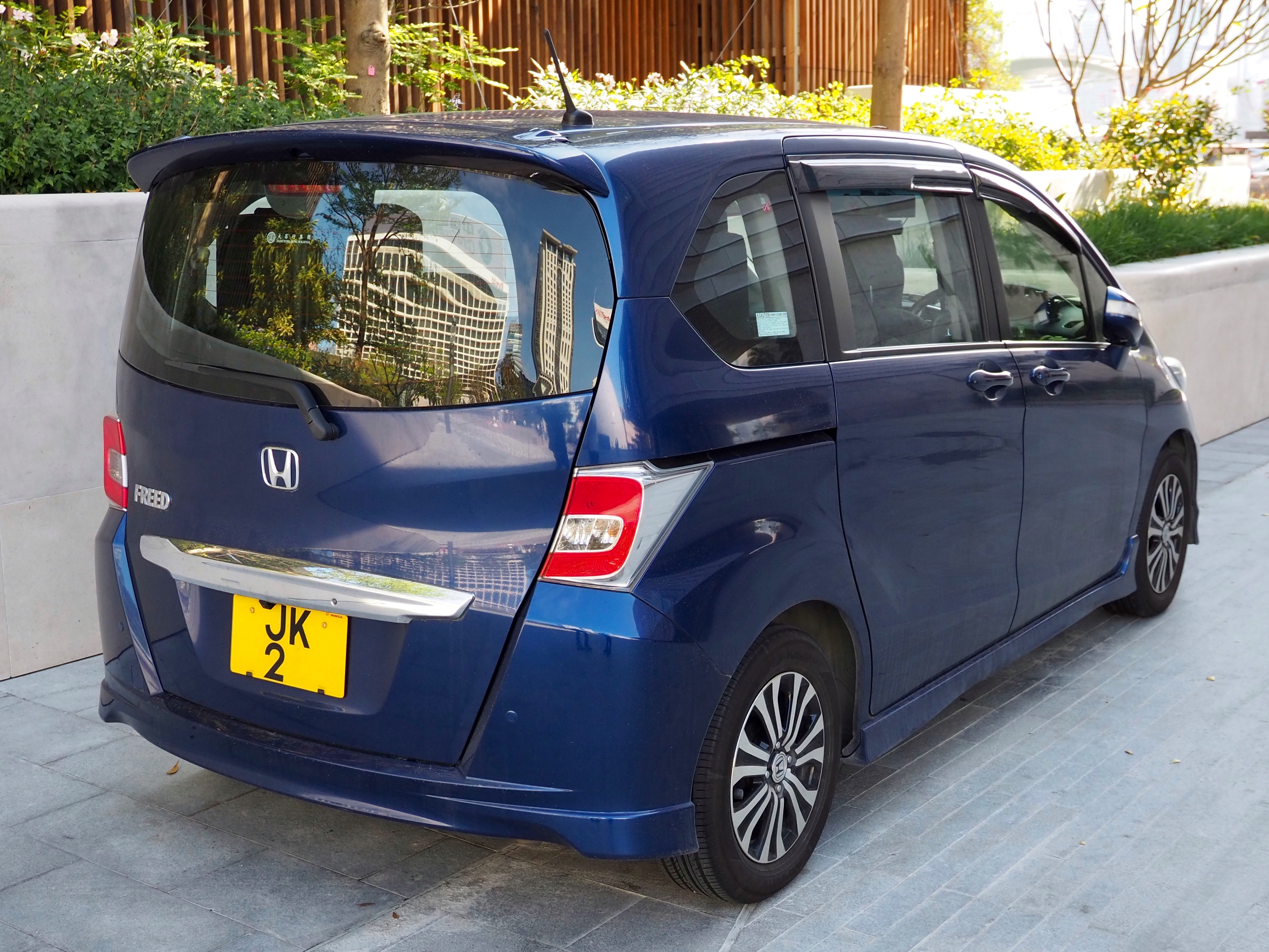
2014年4月改良型 Hybrid（リア）
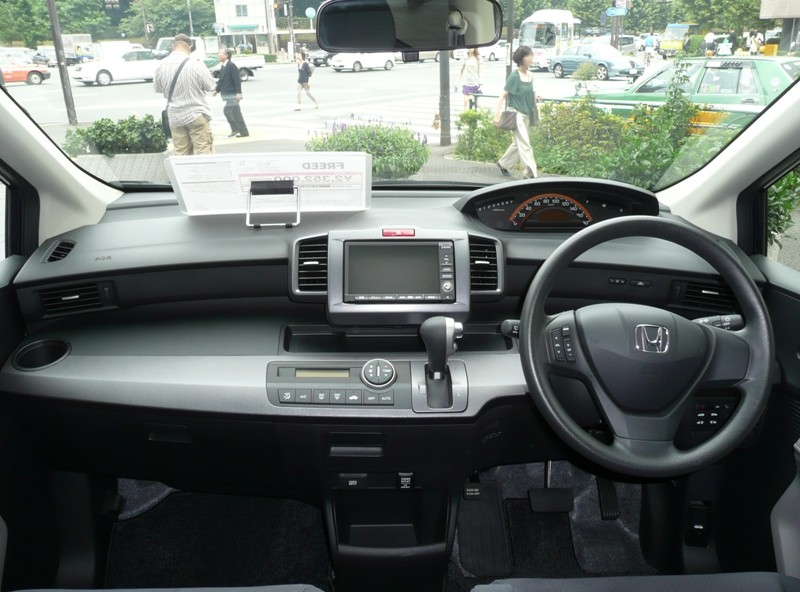
インテリア 2008年5月発売型
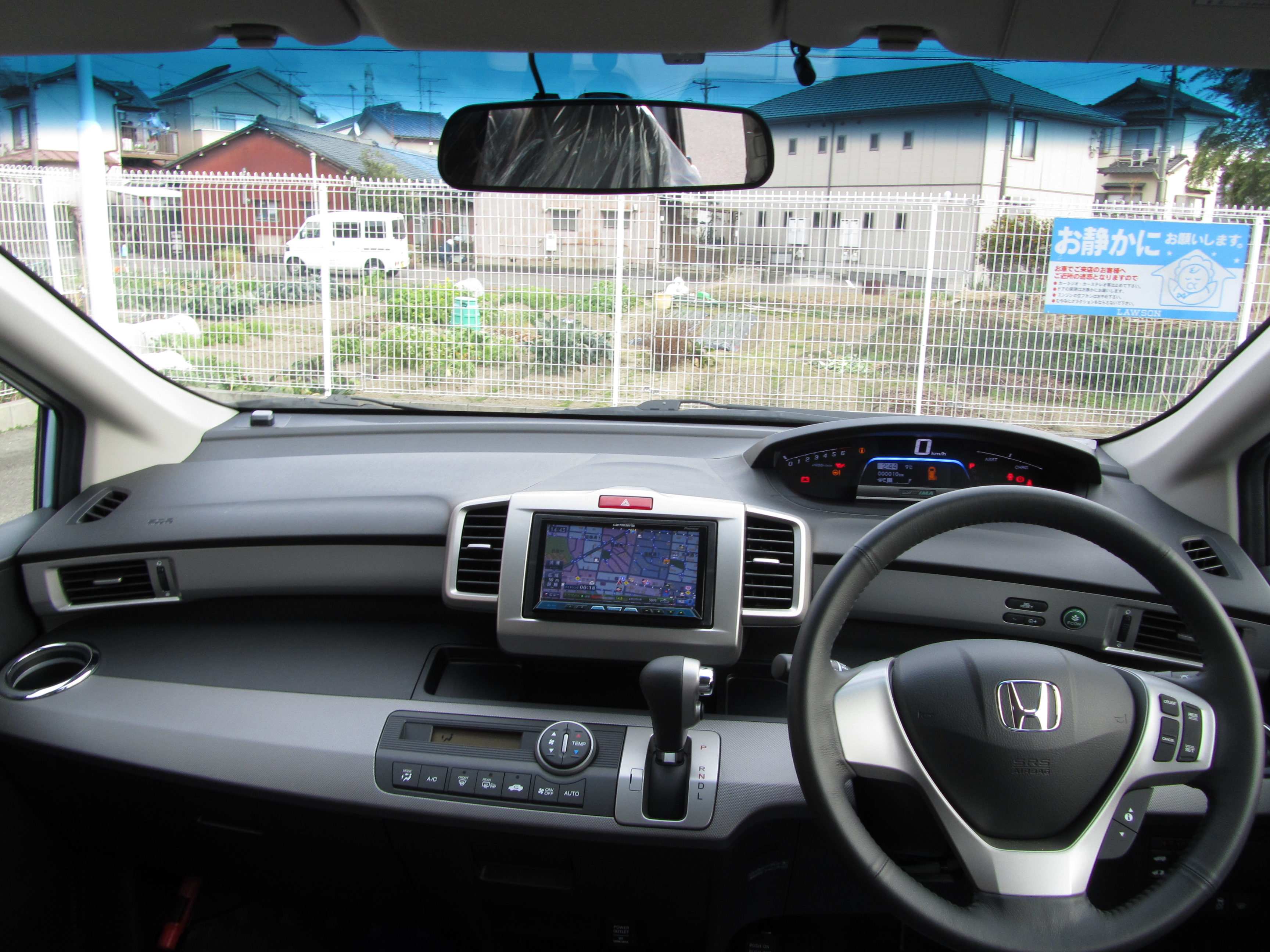
インテリア 2011年10月改良型 Hybrid
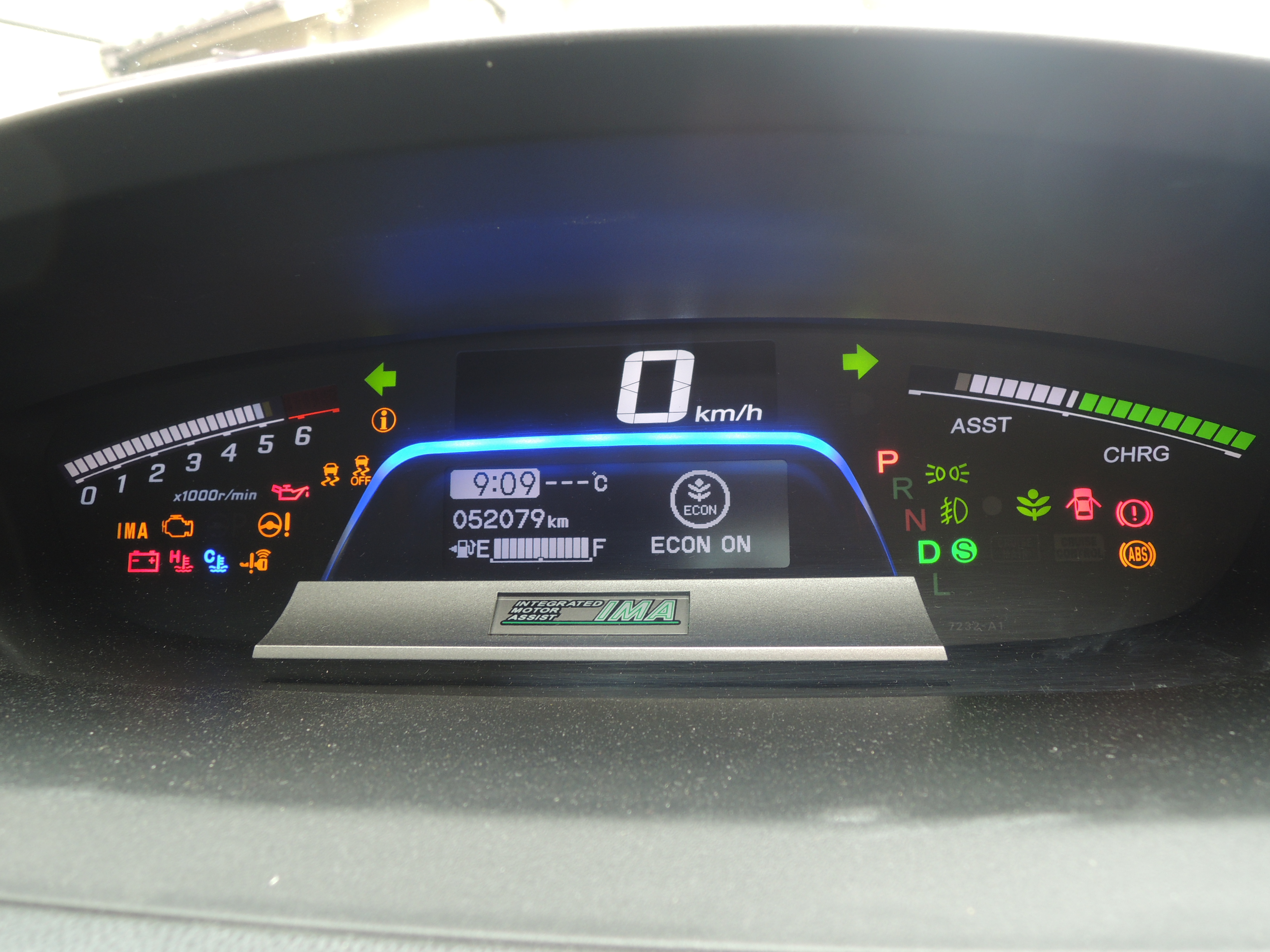
2011年10月改良型 Hybrid専用デジタルメーター

## 2代目 GB5/6/7/8型（2016年 - 2024年）
2代目は、3列シート車の「フリード」に加え、フリードスパイクの後継モデルとなる2列シート車の「フリード+（フリードプラス）」、フリード+のボディをベースとした福祉車両「車いす仕様車」を設定。全タイプにおいてエクステリアデザインを共通化した。
先代モデルに対し、1-3列目のヒップポイント間距離を90mm拡大。また6人乗り仕様は2列目キャプテンシートを採用し、スライド量を120mm拡大して360mmとした。さらに、ウォークスルー幅を1列目で50mm、2列目で25mmそれぞれ拡大したほか、スライドドア開口幅を20mm拡大して665mm、ステップ高も15mm下げて390mmとし、乗降性を向上させた。
エクステリアデザインでは、左右をタテ方向に広げたフロントウインドウとすることで、ドライバーの見上げ角が向上し視界を拡大。さらに、新たに追加したフロントコーナーウインドウ（三角窓）と細くしたフロントピラーにより、斜め前方視界の向上とともに開放的な室内空間を演出した。また、リアクォーターパネルでは、スライドレールカバーの分割線を目立たなく処理するデザインとした。ボディサイズは、先代に対し全長を50mm延長し4,265mm、全高を2WD車は5mm、4WD車は10mm引き下げ、それぞれ1,710mm/1,735mmとした一方、全幅は先代と同寸の1,695mmとし5ナンバーサイズを維持。また、ホイールベースも先代と変わらず2,740mmとしている。なおナンバープレートの装着位置は下部ガーニッシュ内からテールゲート中央に変更された。
インテリアでは、シートファブリックや本物の木のような質感を表現する木目調パネルの採用により、ぬくもりを感じる質感を表現。また、メーターの薄型化と遠方への配置により、少ない視線移動でメーターを確認可能とし、前方の運転視界向上に貢献。また、メーターとエアコンコントロール部の照明は連動し、6色から選択可能としたほか、エアコンコントロール照明部には温度を上げるとレッドに、下げるとブルーに変化する光のアンサーバック機能を採用した。

### メカニズム
パワートレインは一新された。ガソリン車には1.5L直噴DOHCエンジン「L15B」型を搭載。先代モデルが搭載していた「L15A」型に対し、直噴化・DOHCヘッドの採用などにより、最高出力は9kW（13PS）、最大トルクは11N･m（1.1kgf･m）、それぞれ向上したほか、アイドリングストップシステムの採用などによりJC08モード走行燃料消費率も2.4～3.0km/L向上し、19.0km/Lとなった（燃費はFF車の数値）。トランスミッションは、先代モデルの4WD車に組み合わされていた5速ATを廃止し、ガソリン車はすべてCVTに変更した。
ハイブリッド車には1.5LアトキンソンサイクルDOHCエンジン+1モーター内蔵7速デュアルクラッチトランスミッション搭載の「SPORT HYBRID i-DCD」を採用。先代モデルに対し、エンジン（「LEB」型）/モーター（「H1」型）の最高出力は16kW（22PS）/ 12kW（15.5PS）それぞれ向上。燃費も5.0-5.6km/L改善し26.6-27.2km/Lとなった（燃費はFF車の数値）。モーターのみのEV走行も可能になったほか、専用設定のギアレシオ（ローレシオ化）により、加速性能を向上させた。モーターには、世界初の重希土類（ジスプロシウム・テルビウム）完全フリーのネオジム磁石を採用。また、IPU（インテリジェントパワーユニット）を小型化し、搭載位置を3列目シート下から1列目シート下に変更したことで空いたスペースを活かした「車いす仕様車」を新たにラインアップ。また、IPUを専用設計することで、排気量1.0L～1.5Lの5ナンバークラスのコンパクトミニバンでは初となるハイブリッド4WD車の設定を実現した。
ボディ骨格はハイテン材の適用率を上げて剛性を向上。フリード（3列シート車）のガソリン車をベースとした骨格は、最小限の専用パーツを置換するだけで、ハイブリッド車やフリード+（2列シート車）、車いす仕様車のボディまで対応する「マルチシェル骨格」を採用した。また、高剛性リアサスペンションや液封コンプライアンスブッシュの採用により乗り心地を向上させたほか、エクステリアデザインの調整やタイヤ回り、ボディ底面の流れをスムーズに整流することで、空力性能の向上を図った。加えて、4WD車には各種センサーで路面や走行状態を検知し、状況に応じて瞬時に4WD走行に切り替える電子制御式「リアルタイムAWD（インテリジェント・コントロール・システム）」を採用した。
安全運転支援システム「Honda SENSING」を新採用。衝突軽減ブレーキ（CMBS）、歩行者事故低減ステアリング、ACC（アダプティブ・クルーズ・コントロール）、LKAS（車線維持支援システム）、路外逸脱抑制機能、誤発進抑制機能、先行車発進お知らせ機能、標識認識機能の8種の機能で構成される（タイプ別に標準装備、またはメーカーオプション設定）。

### フリード+
ベース車に対し、テールゲートパネルとリアバンパーを開口面積の広い専用デザインに変更。これにより、テールゲート開口部地上高を「フリードスパイク」より185mm低い335mm（FF車の数値）とし低床化を追求。また、2列目シートには6:4分割のダブルフォールダウン機構を採用し、フルフラット化を実現。軽量・高強度のユーティリティボードを用いてシートアレンジをした場合、セミダブルサイズのマットレスを敷くことができるフラットスペースを構築可能とした。さらに、フラットスペース下を床下収納として利用できる等、車中泊機能を強化した。
エクステリアでは、ベース車のデザインイメージを保ちつつ、テールゲートの下端処理を低床フロアに対応した見切りラインを成立させるデザインとした。なお、ボディサイズはFF車の全長のみ、フリードに対し30mm延長され4,295mmとしている。また、インテリアでは、立体的に見えるブロック柄のシートファブリックや、メタル調パネル、モノトーン基調のインテリアカラーを採用し、ベース車と差別化した。
また、「フリード+」のボディをベースとし、二段ヒンジ式スロープを備えた車いす仕様車を設定。また、先代と同様に助手席リフトアップシート車とサイドリフトアップシート車も設定された。
自衛隊では業務車2号として導入されている。

### 年表
- 2016年（平成28年）
  - 6月24日 - 同年秋にフルモデルチェンジ予定の「新型フリード」に関する情報をホームページで先行公開[23]。
  - 7月12日 - ホンダは大同特殊鋼との共同開発により、ハイブリッド車用駆動モーターに適用可能な高耐熱性と高磁力を兼ね備えた「重希土類（ジスプロシウム・テルビウム）完全フリー（不使用）熱間加工ネオジム磁石」を世界で初めて実用化。同年秋発表予定の「新型フリード」に採用するとともに、順次、新型車に適用を拡大していく、と発表[24]。
  - 9月16日 - フルモデルチェンジ。同時に2列シート車「フリード+（フリードプラス）」を発売[18]。キャッチフレーズは「知るほど!乗るほど!フリード!」で、CMキャラクターには蛯原友里[注 13]とチュートリアルの徳井義実[25]、CMソングはファレル・ウィリアムスの『Happy』。

タイプ名称は「フリード」、「フリード+」ともに共通。ガソリン車には「B」、「G」、「G Honda SENSING」、ハイブリッド車には「HYBRID B」、「HYBRID G Honda SENSING」、「HYBRID EX」の3タイプずつを設定。最上級タイプの「HYBRID EX」と、フリード+の「B」および「HYBRID B」はFF車のみの設定。
「フリード」の乗車定員は、4WD車が全タイプとも6人乗りのみ。FF車では「B」、「HYBRID B」および「HYBRID EX」が6人乗りのみの設定。その他のタイプは「6人乗り」と「7人乗り」が選択できる。また、2列シート車の「フリード+」は全タイプが5人乗りである。
ボディカラーは、新規開発色の「シトロンドロップ」、「ブルーホライゾン・メタリック」に加え、先代から継続設定される「ホワイトオーキッド・パール」、「モダンスティール・メタリック」、「プレミアムディープロッソ・パール」、「コバルトブルーパール」、フリードでは初設定の「ルナシルバー・メタリック」、「クリスタルブラック・パール」、「マンダリンゴールド・メタリック」の全9色を設定。
インテリアカラーは「フリード」の「B」、「G」、「HYBRID B」が「モカ」(ファブリックシート)」のみの設定。「フリード」の「G Honda SENSING」、「HYBRID G・Honda SENSING」では「モカ」と「ベージュ」の2色を選択可能（いずれもファブリックシート）としたほか、「フリード+」の「B」、「G」、「G Honda SENSING」、「HYBRID B」、「HYBRID G・Honda SENSING」は「ブラック」（ファブリックシート）」を採用。両車種ともに「HYBRID EX」にはブラック」（コンビシート：シートメインはファブリック、シートサイドはプライムスムース）を採用する[注 14]。
- 2017年（平成29年）
  - 5月 - ボディカラーの設定を変更[26]。「マンダリンゴールド・メタリック」を廃止し、全8色とした。
  - 12月14日 - コンプリートモデル「Modulo X（モデューロ エックス）」を追加[27]（12月15日発売）。

「フリード Modulo X」は、 専用のカスタマイズパーツを量産過程で装着、販売するコンプリートカーブランド「Modulo X」の第4弾。ガソリン車の「Modulo X Honda SENSING」とハイブリッド車の「HYBRID Modulo X Honda SENSING」の2タイプを設定。なお、本車両は持ち込み検査が必要となる。
エクステリアでは、専用デザインのフロントグリル、フロントエアロバンパー、15インチアルミホイールを採用するほか、LEDフォグライト、フロントビームライト、サイドロアスカート、リアロアスカート、リアエンブレム（Modulo X）等の専用パーツを装備。さらに、プレミアムスパークルブラック・パール塗装のドアミラーとテールゲートスポイラーも装備する。専用フロントエアロバンパーの採用により、ベース車両に対し全長は25mm延長され4,290mmとなった。ボディカラーは「ホワイトオーキッド・パール」、「プレミアムスパークルブラック・パール」、「コバルトブルーパール」の3色を設定。
走行性能では、フロントエアロバンパー下部に装着したエアロガイドフィンと、ディフューザー形状としたリアロアスカートにより、四輪の接地バランスを最適化。高速道路や横風の強い場所での直進安定性に寄与するデザインとした。また、専用サスペンションやアルミホイールの剛性最適化により、コーナリング性能の向上を図った。
インテリアでは、ピアノブラック調のインパネミドルエリア、本革巻ステアリングホイール（ディンプルレザー＆スムースレザー/ピアノブラック調）、「ブラック＆モカ コンビシート」（プライムスムース×ファブリック/Modulo Xロゴ入り）、フロアカーペットマット（プレミアムタイプ／Modulo Xアルミ製エンブレム付）を採用。その他の装備面では、ETC2.0車載器（ナビ連動タイプ）を標準装備としたほか、ドライブレコーダー（ナビ連動タイプ）とUSBジャックがセットになった9インチプレミアムインターナビ装着車も設定。
「Modulo X」の追加に合わせて既存タイプのボディカラーの設定を一部変更。「プレミアムディープロッソ・パール」に替わり「プレミアムクリスタルレッド・メタリック（有料色）」、「クリスタルブラック・パール」に替わり「プレミアムスパークルブラック・パール（有料色）」[注 15]を設定したほか、新たに「フォレストグリーン・パール」を追加し、全9色とした。
- 2019年（令和元年）10月18日 - マイナーチェンジ[28]。CMキャラクターは小池栄子[注 16]と東出昌大[注 17]、CMソングはボニーM「Gotta Go Home」。

内外装デザインが刷新され、外観はフロント周りのフード・グリル・バンパーやロアグリルの形状が変更され、アルミホイールのブラックの部分をダークグレーに変更。内装は木目調パネルにウォールナットデザインが採用され、シート表皮も刷新された。また、新タイプとして、外観は専用フロントグリルや前後バンパー、LEDフォグライト、ルーフレール、アルミホイール、専用色のドアアウターハンドルやドアミラーを採用してクロスオーバースタイルに仕上げ、内装は専用のプライウッド調パネルやデジタル柄の専用コンビシートを採用した「CROSSTAR（クロスター）」が追加された。
「Honda SENSING」は全タイプ標準装備化され、後方誤発進抑制機能を追加。併せて、ACC（アダプティブ・クルーズ・コントロール）は加減速時にスムーズなフィーリングとなるように改良された。ガソリン車にはHondaのミニバンで初となるステップダウンシフト制御を採用。下り坂走行時にある一定のブレーキ操作のみでエンジンブレーキを併用した減速を行えるようにすることで走行状況に応じたダウンシフト制御を行うと共に、エンジンの回転を適切に保ち滑らかな走行を可能にしている。
前述の変更によりタイプ体系も見直された。ガソリン車は「B」は「Honda SENSING」の標準装備化に伴い「B Honda SENSING」に改名、「G」は「G Honda SENSING」への統合に伴い廃止、「CROSSTAR Honda SENSING」を追加するとともに、「B Honda SENSING」はフリードのみの設定となった。ハイブリッド車は「HYBRID B」と「HYBRID EX」を廃止し、「HYBRID CROSSTAR Honda SENSING」を追加して既存の「HYBRID G Honda SENSING」との2タイプとなった。
ボディカラーも刷新され、既存色を「プレミアムクリスタルレッド・メタリック（有料色）」と「ルナシルバー・メタリック（「B Honda SENSING」・「G」系タイプ専用色）」の2色に絞り、黒系は「プレミアムスパークルブラック・パール」を「クリスタルブラック・パール」に変更して復活設定。そして、新規色の「シーグラスブルーパール」と「プレミアムクリスタルオレンジ・メタリックII（有料色）」、新色の「シルバーミストグリーン・メタリック」、「プラチナホワイト・パール（有料色）」、「スーパープラチナグレー・メタリック（有料色）」、「ミッドナイトブルービーム・メタリック（有料色、「B Honda SENSING」・「G」系タイプ専用色）」が追加された。
なお、WLTCモード走行による燃料消費率（JC08モードによる走行も併記）と排出ガスに対応し、全タイプ「平成30年排出ガス基準75%低減レベル（☆☆☆☆☆）」認定が新たに取得された。
- 2020年（令和2年）5月28日 -「Modulo X」がマイナーチェンジ（5月29日発売）[29]。

外観はエアロバンパーが新設計となり、フロントグリルのデザインを変更。内装はコンビシートのシート表皮がプライムスムース×スエード調に、インテリアカラーがブラックにそれぞれ変更されたほか、従来はフロントエアロバンパー下部のみだったエアロフィンがバンパー側面のエアロフィンと下面のエアロスロープ、エアロボトムフィンの3つに強化された。
ボディカラーは刷新され、黒系の「プレミアムスパークルブラック・パール（有料色）」を「クリスタルブラック・パール」に入れ替え、「プラチナホワイト・パール（有料色）」、「ミッドナイトブルービーム・メタリック（有料色）」、「プレミアムクリスタルレッド・メタリック（有料色）」の3色が追加設定され、4色展開となった。
- 2021年（令和3年）7月7日 - 初代モデル発売からのシリーズ累計販売台数が同年6月末時点で100万台を突破したことが発表された[30]。
- 2022年（令和4年）
  - 6月23日 - 一部改良並びに特別仕様車「BLACK STYLE」が発表された（「Modulo X」は7月14日発売、そのほかのグレード及び「BLACK STYLE」は翌6月24日発売）[31]。

コンフォートビューパッケージやロールサンシェード（スライドドア両側）を全タイプに拡大、運転席・助手席シートヒーターを「Modulo X」を除くタイプに拡大して標準装備し、「Modulo X」を除くタイプにはシート表皮に撥水撥油加工「FABTECT（ファブテクト）」が施された。
ボディカラーの入れ替えも行われ、シーグラスブルーパール、プレミアムクリスタルオレンジ・メタリックII（有料色）、ルナシルバー・メタリック（「B・Honda SENSING」・「G」系タイプ専用色）、ミッドナイトブルービーム・メタリック（有料色、「B・Honda SENSING」・「G」系タイプ・「Modulo X」専用色）が廃止され、プレミアムクリスタルブルー・メタリック、フィヨルドミスト・パール（6代目ステップワゴン「AIR」設定色）、トワイライトミストブラック・パール（6代目ステップワゴン「SPADA」設定色）の3色（すべて有料色、「Modulo X」はプレミアムクリスタルブルー・メタリックのみ）が追加された。
タイプ体系も一部変更され、フリードのエントリー仕様であった「B・Honda SENSING」を廃止、それ以外のタイプは「Honda SENSING」を冠さないタイプ名称（「G」・「HYBRID G」・「CROSSTER」・「HYBRID CROSSTER」・「Modulo X」・「HYBRID Modulo X」）に変更。ハイブリッド車に装着されているHYBRIDエンブレムはサイドフェンダーへの装着を廃止し、バックドアのみとなった。
特別仕様車「BLACK STYLE」は「G」・「HYBRID G」をベースに、フロントグリルを「CROSSTER」と同一デザイン（フロントグリルガーニッシュ（ダーククロームメッキ）&フロントグリル（マットグレー））とし、リアライセンスガーニッシュはフロントグリルガーニッシュと同じダーククロームメッキに変更され、ドアミラー・アウタードアハンドル・アルミホイールをブラック（ドアミラーとアウタードアハンドルはクリスタルブラック・パール）で統一。内装もインストルメントパネル各部をブラック化、ファブリックシートもブラックに統一された。ボディカラーはフィヨルドミスト・パール、トワイライトミストブラック・パール、シルバーミストグリーン・メタリック、プラチナホワイトパールの4色が設定される（シルバーミストグリーン・メタリック以外は有料色）。
  - 10月6日 - 2022年度上半期（2022年4月～9月）の販売台数が29,855台となり、ミニバン（=3列シートの国産車）の新車販売台数で第1位を獲得したことが発表された[32]。
- 2023年（令和5年）
  - 1月11日 - 2022年暦年（2022年1月～12月）の販売台数が61,963台となり、ミニバンの新車販売台数で第1位を獲得したことが発表された[33]。
  - 3月31日 - 原材料価格や物流費などの世界的な高騰に伴い、4月21日発売分からN-BOX、ステップワゴンと共にメーカー希望小売価格の改定を実施し、フリード・フリード+共に全タイプ一律で55,000円（10%の消費税込、福祉車両は消費税非課税のため50,000円）値上げされた[34]。
  - 6月8日 - 特別仕様車「CROSSTAR BLACK STYLE」が発表された（翌6月9日発売）[35]。

2022年6月に発売された「BLACK STYLE」のベースグレードを「CROSSTAR」・「HYBRID CROSSTAR」としたもので、外観はガーニッシュの一部（フロントグリル・リアライセンス）をブラッククロームメッキ、フロントグリルをマットグレー、ドアミラーとアウタードアハンドルをクリスタルブラック・パール、CROSSTAR専用デザイン15インチアルミホイールとルーフレールをブラック、ロアースポイラー&ロアーガーニッシュ（フロント・リア共）をガンメタリック塗装、LEDハイマウント・ストップランプをクリアタイプにそれぞれ変更。内装はシルバーのステッチに変更された。
ボディカラーはトワイライトミストブラック・パール、シルバーミストグリーン・メタリック、プラチナホワイト・パールに、新色のソニックグレー・パールを加えた4色が設定される（シルバーミストグリーン・メタリック以外は有料色）。

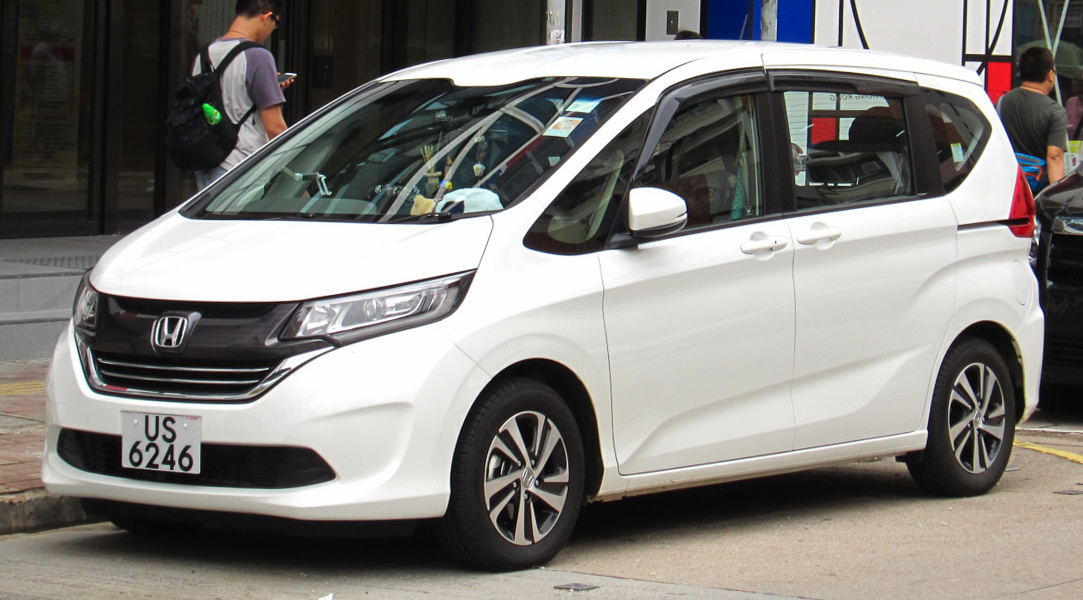
フリード EX・Honda SENSING（2016年9月販売型）
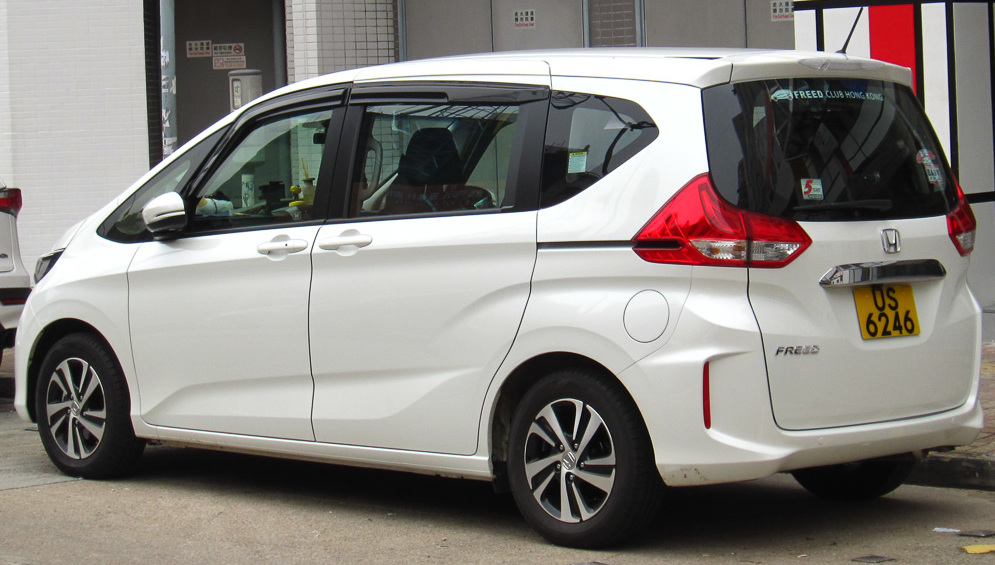
フリード EX・Honda SENSING（2016年9月販売型）
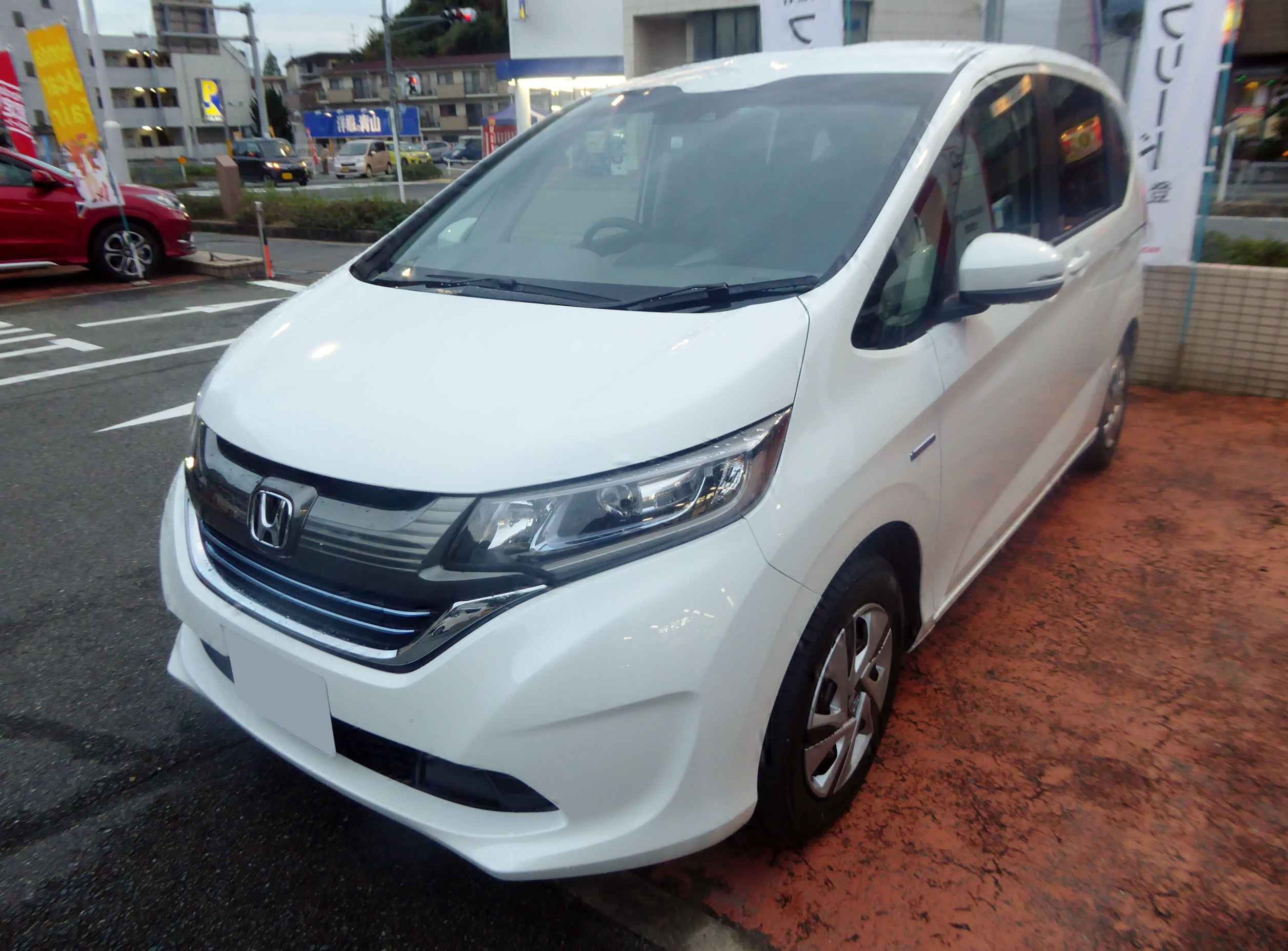
フリード HYBRID G・Honda SENSING（2016年9月販売型）
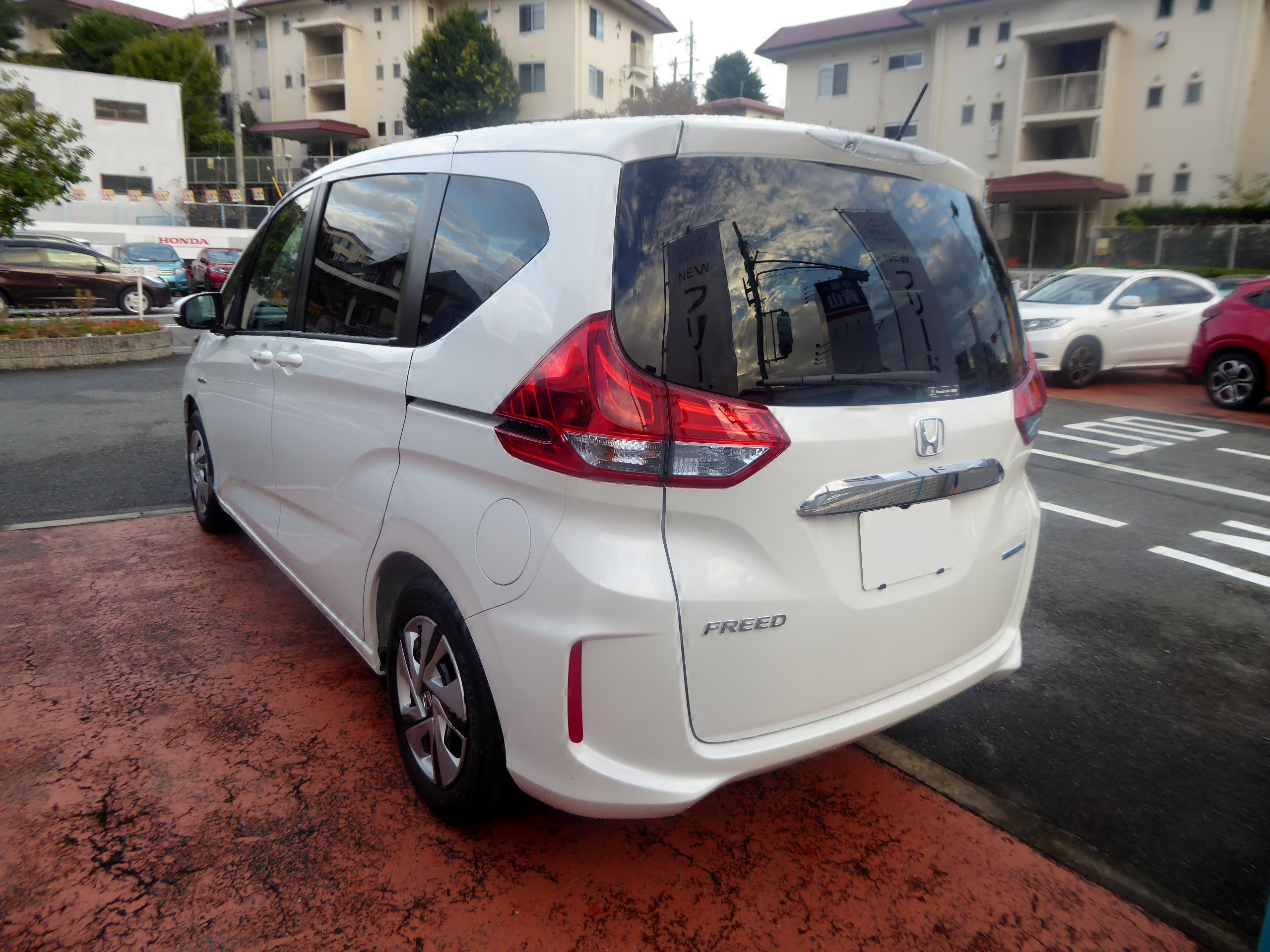
フリード HYBRID G・Honda SENSING（2016年9月販売型）リア
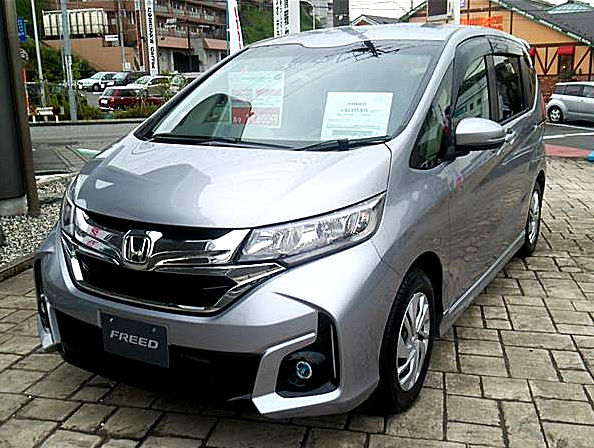
フリード G・Honda SENSING（2016年9月販売型） ディーラーオプションのエアロバンパー装着車 フロント
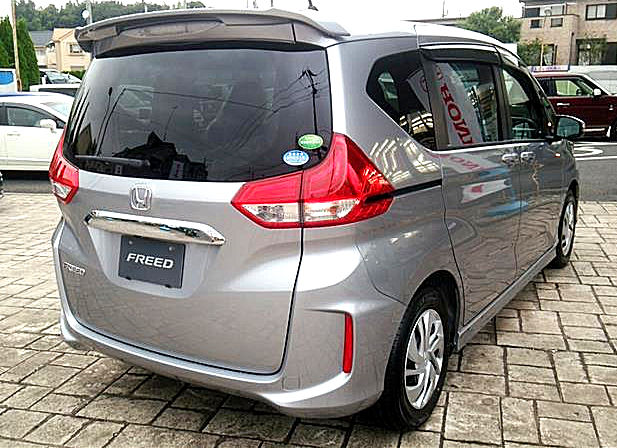
フリード G・Honda SENSING（2016年9月販売型） ディーラーオプションのエアロバンパー装着車 リア
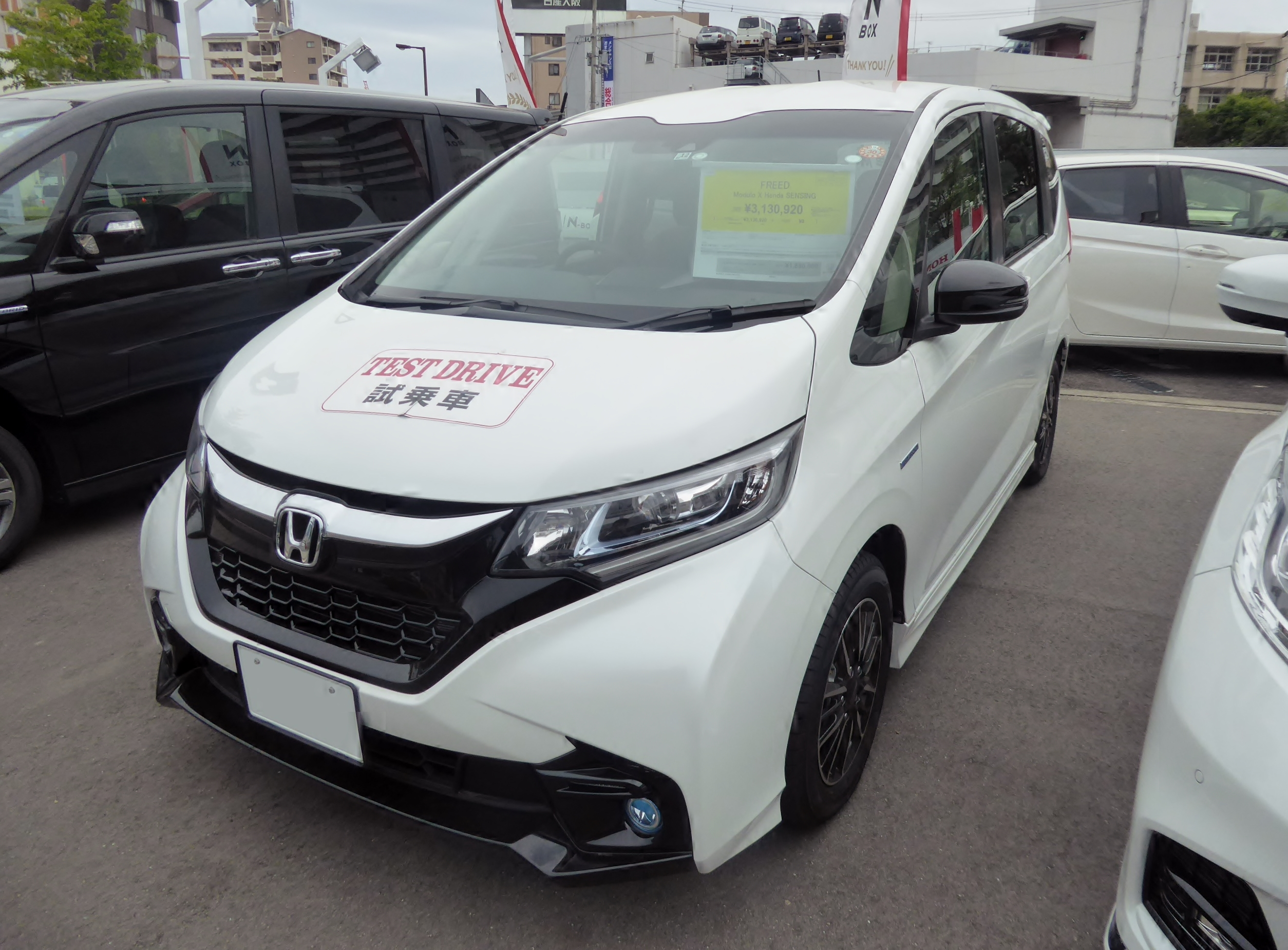
HYBRID Modulo X・Honda SENSING（2017年12月販売型）
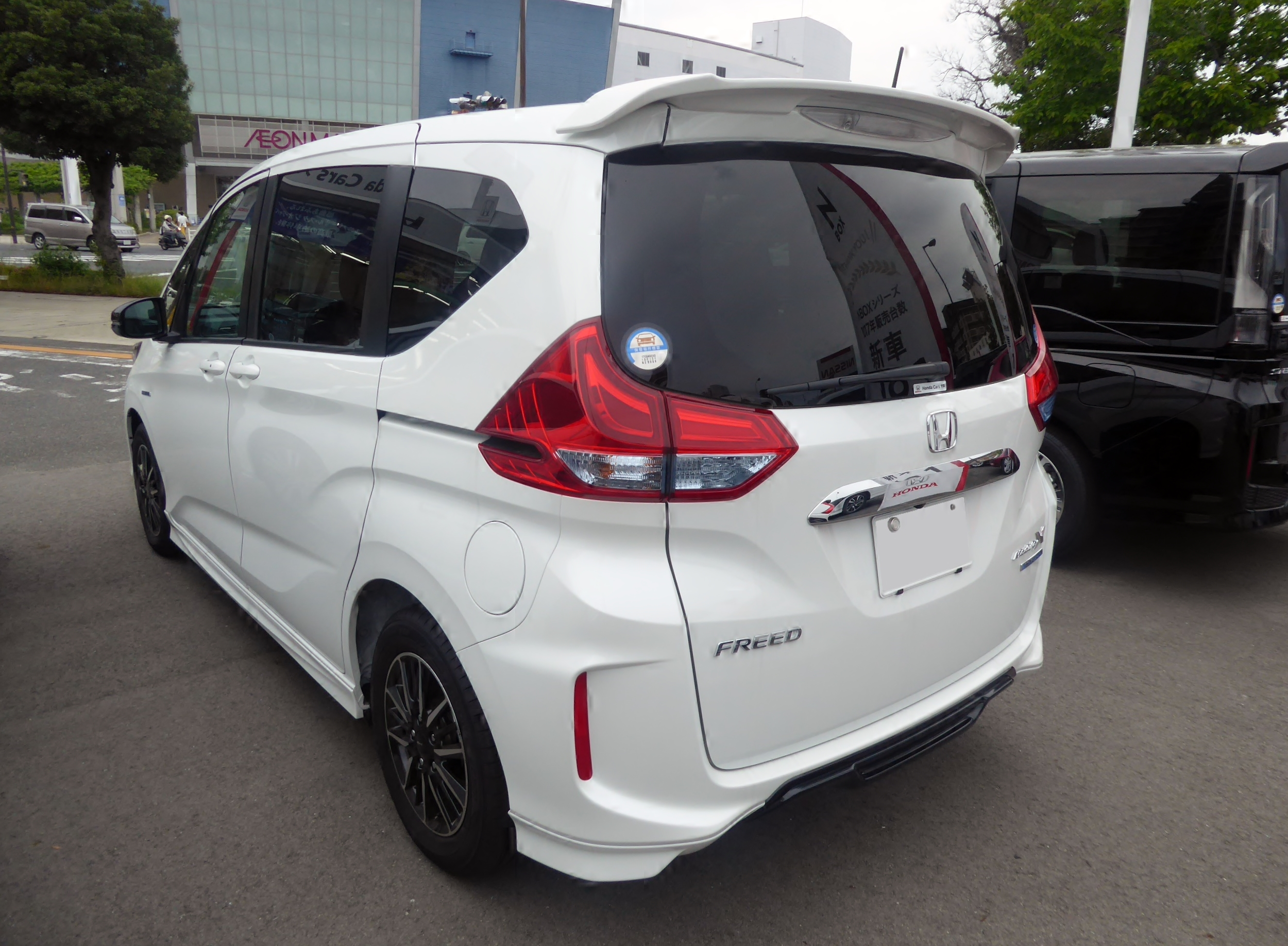
HYBRID Modulo X・Honda SENSING（2017年12月販売型）リア
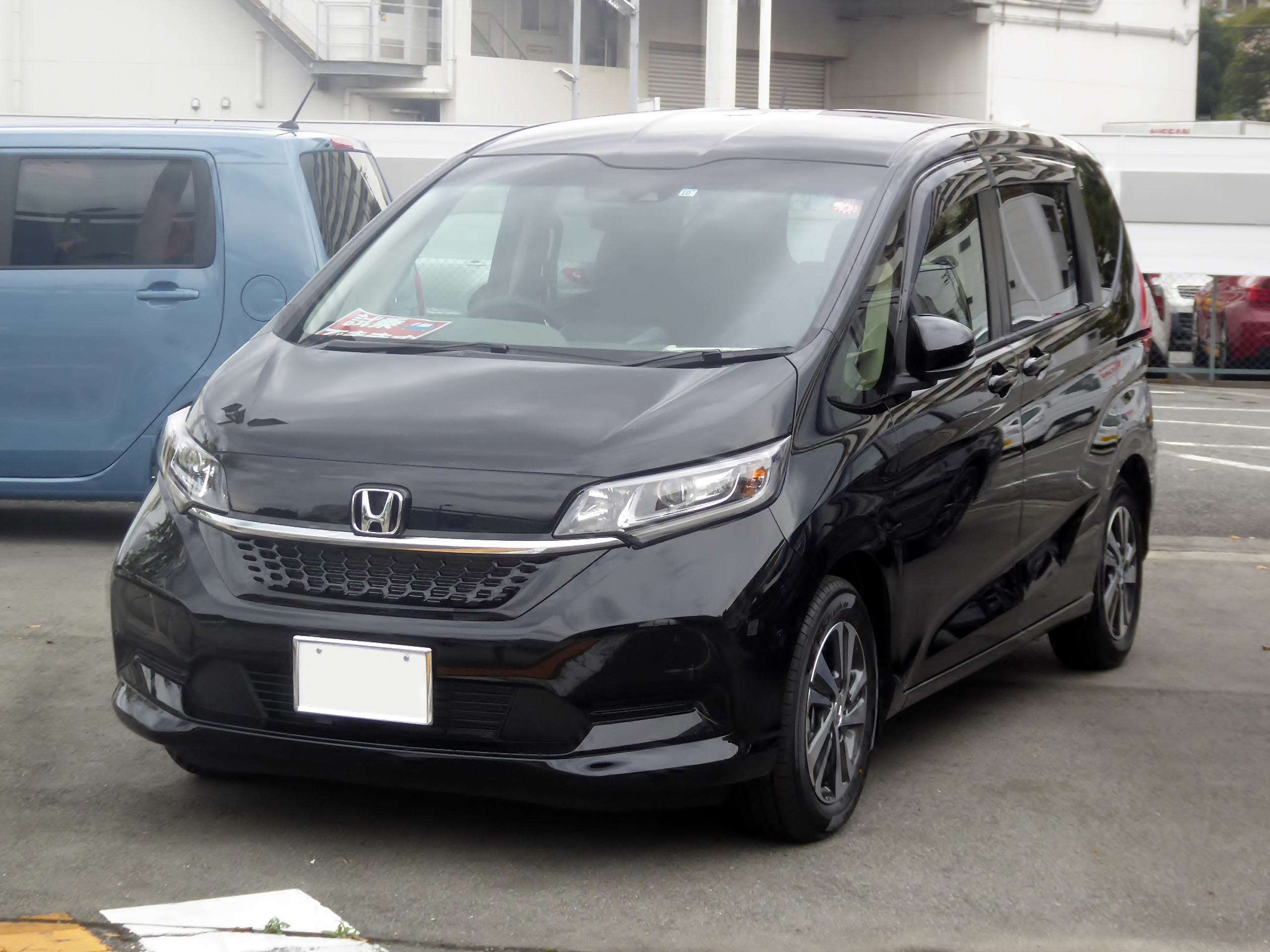
フリード G・Honda SENSING（2019年10月販売型）
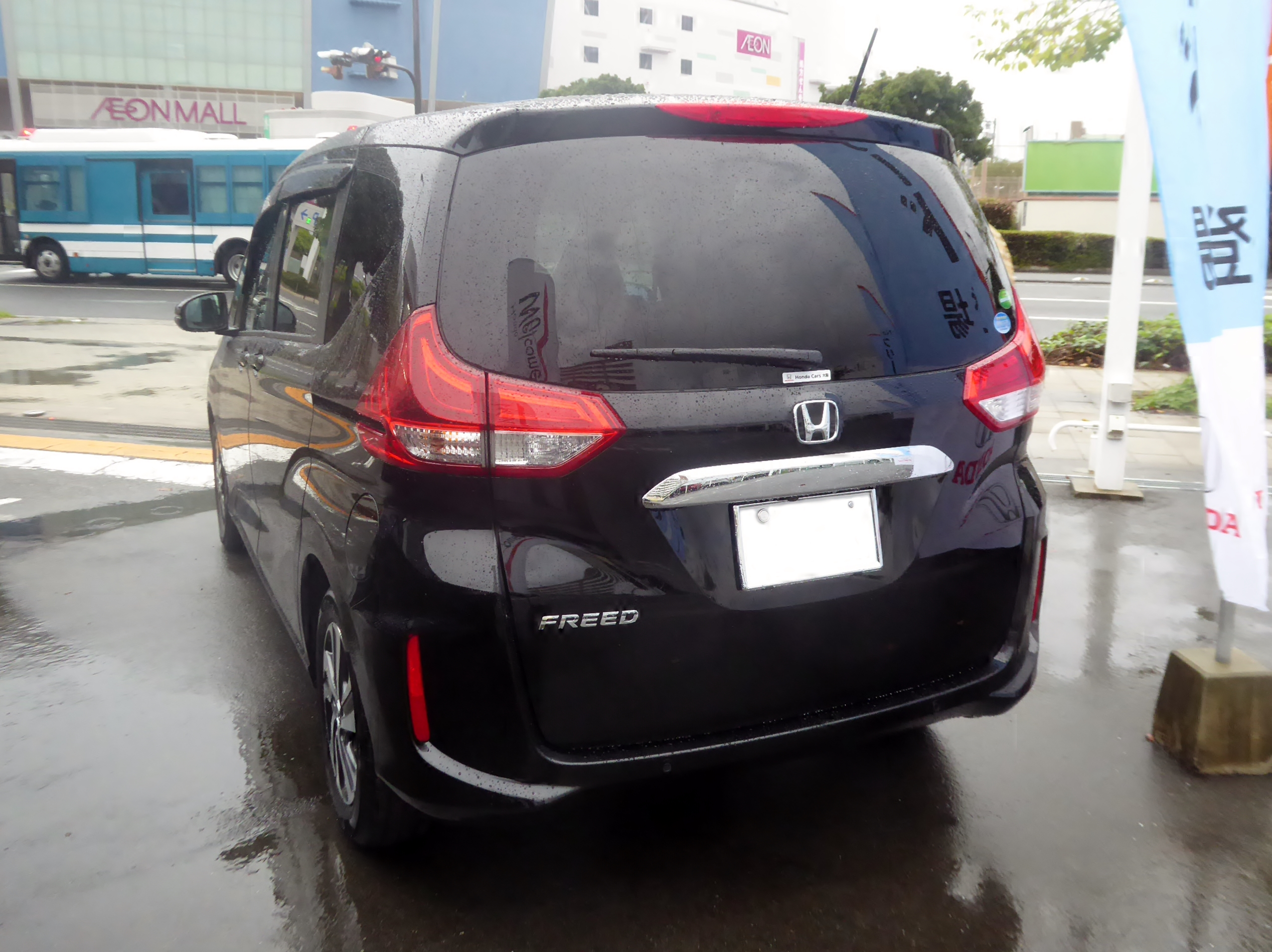
フリード G・Honda SENSING（2019年10月販売型）リア
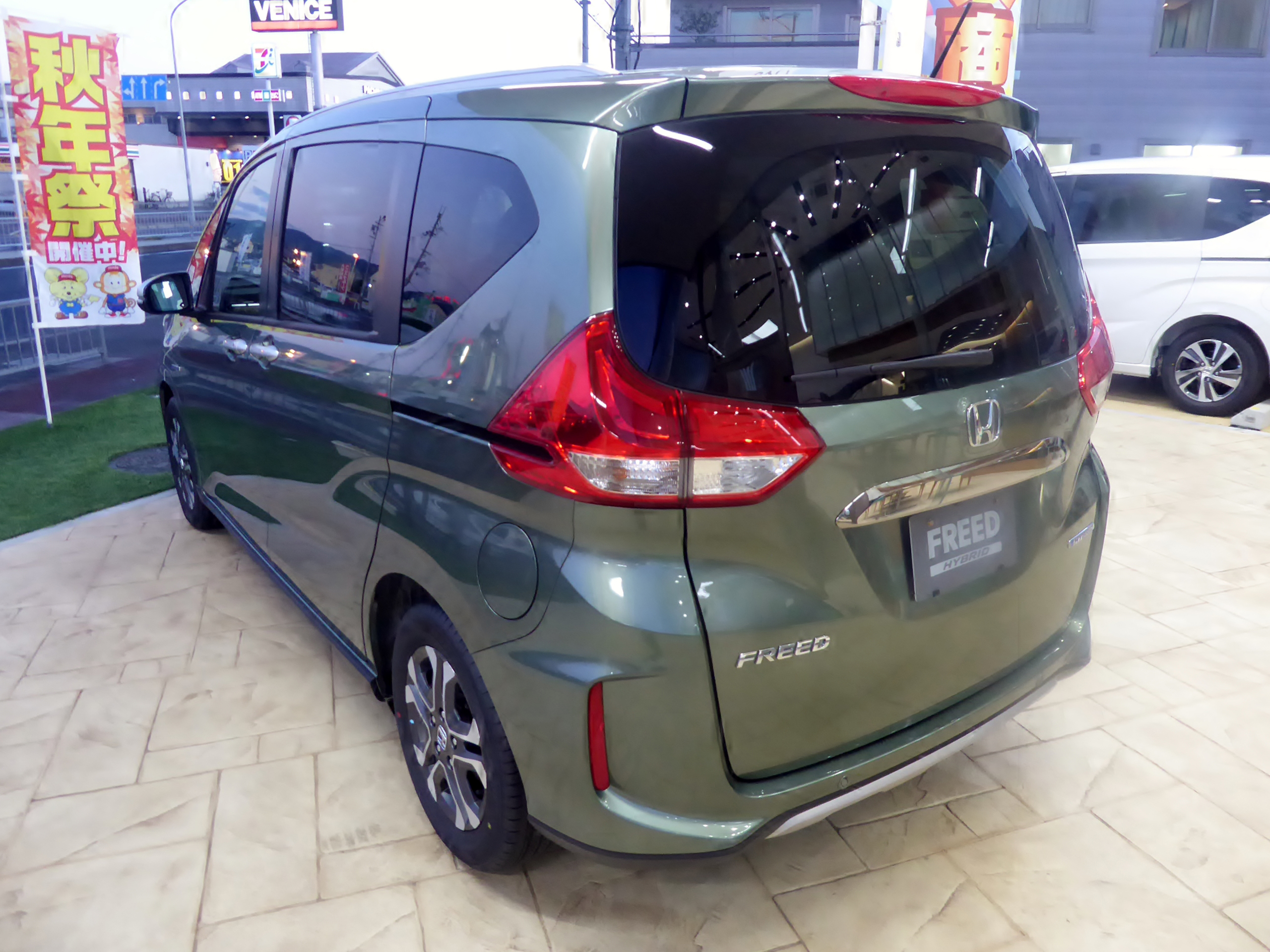
HYBRID CROSSTAR・Honda SENSING（2019年10月改良型）リア
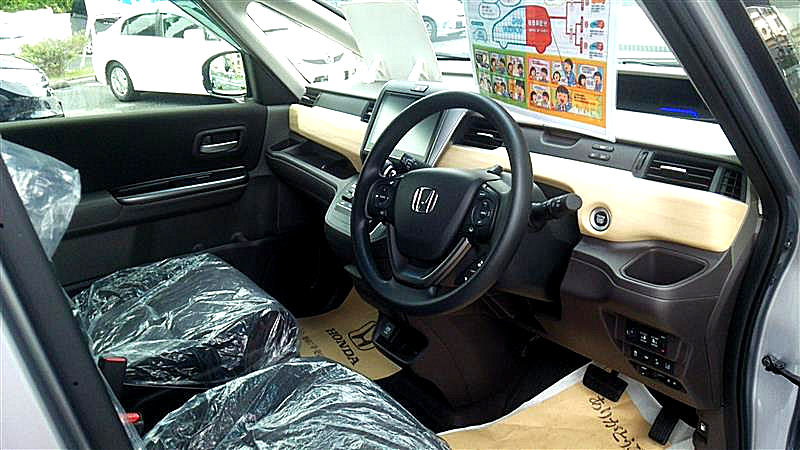
フリード G・Honda SENSING（2016年9月販売型） インテリア
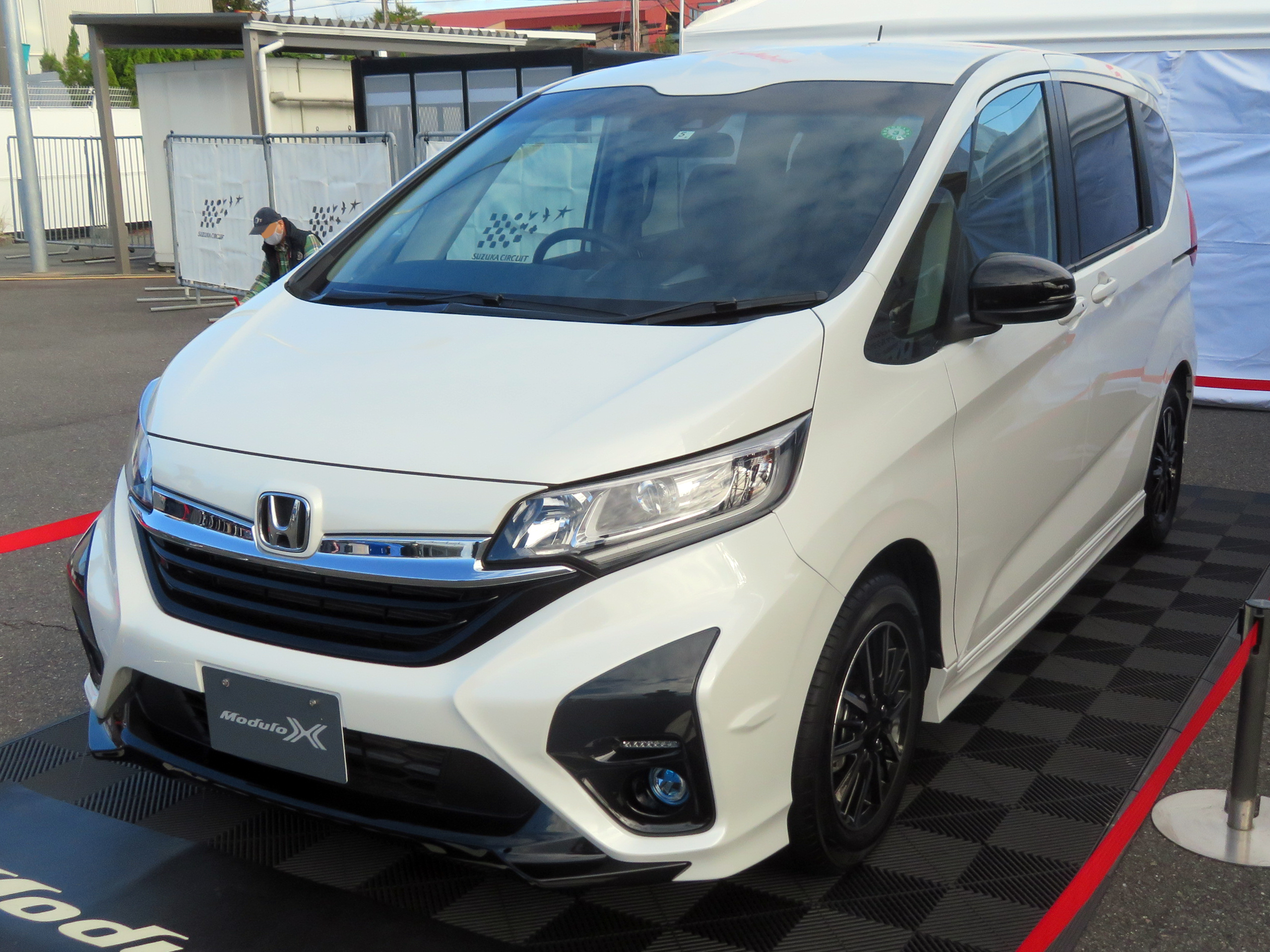
Modulo X・Honda SENSING（2020年5月改良型）
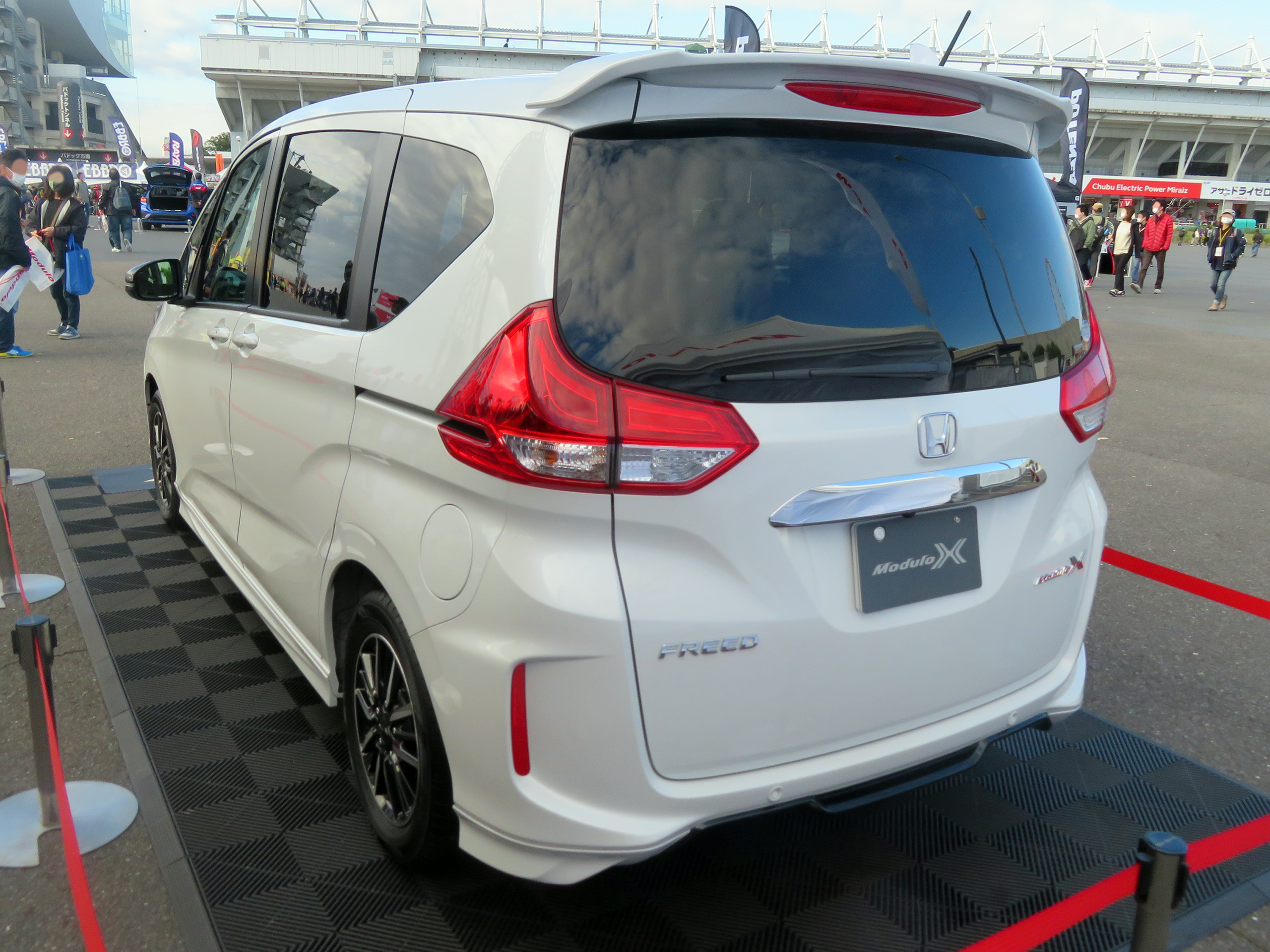
Modulo X・Honda SENSING（2020年5月改良型） リア

## 3代目 GT1/2/3/4/5/6/7/8型（2024年-）
3代目ではラインナップを6代目ステップワゴンに次いでの採用となる「AIR（エアー）」と2代目・マイナーチェンジモデルから踏襲される「CROSSTAR」の2本立て構成へ刷新。「AIR」には上級タイプの「AIR EX」も設定される。乗車定員は2列目を独立型のキャプテンシートとした6人乗りが基本となり、2列目をベンチシート（6:4分割ダブルフォールダウン機構付）とした7人乗りは「AIR EX」のFF車のみに、2代目のフリード+に相当する5人乗りは「CROSSTAR」のみにそれぞれ変更となった。
エクステリアデザインは「AIR」がフロントのヘッドライトやグリルがよりシャープな造形となり、サイドはヘッドライトからキャラクターライン、リアライセンスガーニッシュまでつながる水平基調のデザインを採用。リアは台形フォルムとなり、LED化されたコンビネーションランプの位置が低くなった。「CROSSTAR」は「AIR」をベースにフロントバンパー、ホイールアーチプロテクター、サイドシルガーニッシュを専用デザインに変えてブラック化（これにより全幅が1,700mmを超えるため、フリード初の3ナンバー登録となる）。併せて、フロントグリルが高輝度シルバーの専用デザインとなり、リアロアガーニッシュやルーフレールも採用された。
インテリアデザインはメーターをインホイール化したことでダッシュボードが水平基調となり、併せてベルトラインも水平基調化。また、斜め前方の視界改善のため、フロントピラーをタイヤの真上に付け根を配置して一本化され、ドアミラーの位置も変更された。
安全運転支援システム「Honda SENSING」はフロントワイドビューカメラと前後8つのソナーセンサーで構成された最新仕様となり、近距離衝突軽減ブレーキ、急アクセル抑制機能、オートハイビーム、アダプティブドライビングビーム、トラフィックジャムアシスト（渋滞運転支援機能）、ブラインドスポットインフォメーション、パーキングセンサーシステム、後退出庫サポートを追加した17の機能となり、ACCは渋滞追従機能付へ強化された。
2代目ではフリード+に設定されていた福祉改造車両は「CROSSTAR」へ承継され、車いす移動車の後継となる「スロープ」と「リフトアップシート（助手席）」を設定（FF車のみで、e:HEVモデルは「スロープ」のみ）。「スロープ」は普段は荷室の床として使用し、引き出すとそのままスロープになる「スーパーフレックススロープ」が採用され、電動ウインチ（速度調整機能・進路補正付）も備わっているため、車いすごとの乗車だけでなく、電動モビリティや荷物を載せた台車やショッピングカートをそのまま積載することも可能。「スーパーフレックススロープ」の採用によりリアデザインは「CROSSTAR」と同一となるニュートラルデザインを実現しており、型式指定登録車となったことで納車期間が短縮化された。
また、本代ではフリード初の法人向け専用タイプである「e:HEV AIR Biz」も設定された。「e:HEV AIR」に対し、運転席&助手席シートヒーター（4WD車のみ）、Honda CONNECT for Gathers+ナビ装着用スペシャルパッケージ、シートバックポケット（助手席）、コンビニフック付1列目シートアームレスト、運転席用バニティミラーが省かれ、スピーカーは4スピーカーから2スピーカーにグレードダウン、3列目シート（3点式ELRシートベルト及び左右のドリンクホルダーとグラブレールを含む）も省かれるため、乗車定員は4名となる。
先代のフリード+に続き自衛隊の業務車2号として導入されている。

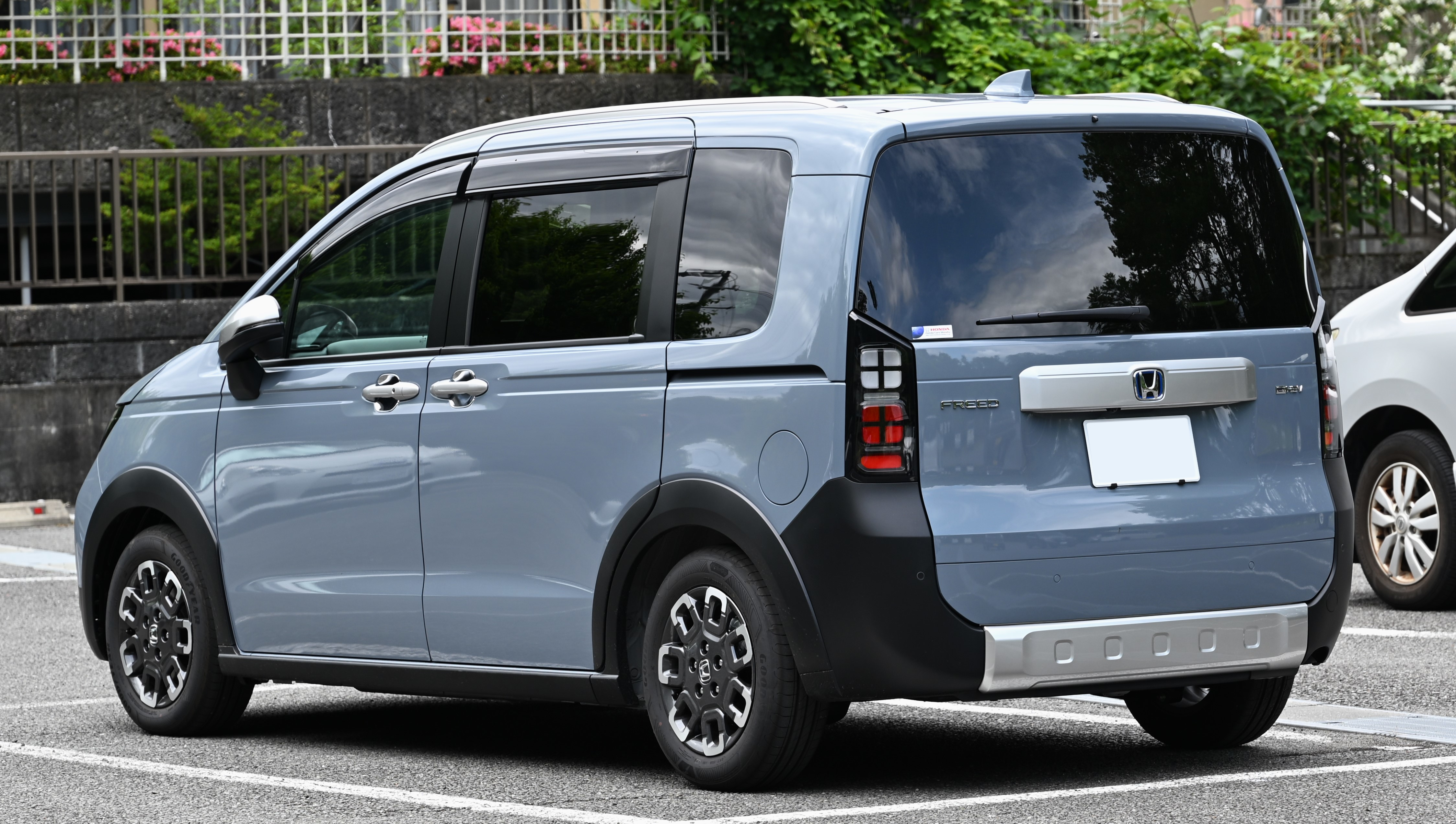
e:HEV CROSSTAR 2WD・5人乗り リア

### メカニズム
ガソリンモデルはL15D型へ換装。ハイブリッドモデルはフリードでは初採用となる2モーターハイブリッドシステム「e:HEV」へ変更。エンジンは2代目ハイブリッド車と同じLEB型だが、モーターがH5型へ換装され、出力・トルク共に向上された。

### 年表
- 2024年（令和6年）
  - 5月9日 - 同年6月に3代目へフルモデルチェンジされることになり、特設サイト（ティザーサイト）が公開された[36]。
  - 6月27日 - 正式にフルモデルチェンジを発表（翌6月28日発売）[37]。
    - キャッチフレーズは「ギュッと！FREED」で、CMソングはMrs. GREEN APPLE『familie』[38][39]。
    - ボディカラーは2代目（2023年4月価格改定モデル）からプラチナホワイト・パール（有料色）、クリスタルブラック・パール、トライライトミストブラック・パール（有料色）、プレミアムクリスタルガーネット・メタリック（有料色）の4色が踏襲され、フィヨルドミスト・パール（有料色）は「AIR」系タイプ専用色に変更。さらに、2代目では2022年6月の一部改良で廃止されていたルナシルバー・メタリックが「AIR」系タイプ専用色として復活したほか、紺系（有料色）はプレミアムクリスタルブルー・メタリックからシーベットブルー・パールに、グレー系（有料色）はスーパープラチナグレー・メタリックから2代目の「CROSSTAR BLACK STYLE」に設定されていたソニックグレー・パールへそれぞれ入れ替えとなり、「CROSSTAR」には専用色としてデザートベージュ・パール（有料色）も設定された[40]。なお、クリスタルブラック・パールとトワイライトミストブラック・パール（有料色）は「AIR」での設定が不可となる。前述した「e:HEV AIR Biz」はルナシルバー・メタリックとプラチナホワイト・パール（有料色）の2色のみの設定となる。

  - 12月5日 - 2024 - 2025日本カー・オブ・ザ・イヤー受賞[41]。ホンダの車での受賞は2010 - 2011年度のCR-Z以来14年ぶりであり、スライドドアを備えるミニバンの受賞は史上初となる。
- 2025年（令和7年）
  - 1月20日 - e:HEVモデルを一部改良（2月6日発売）[42]。
    - クリア材を従来のアクリルメラミンクリア素材からクリア素材へ変更したことにより艶感や耐久性を向上させた外装塗装へ変更。
    - アダプティブドライビングビーム、後退出庫サポート、マルチビューカメラシステム、LEDアクティブコーナリングライトのメーカーオプション設定を「AIR」を除く全タイプへ拡大された。
    - なお、原材料価格や物流費などの世界的な高騰に伴って車両本体価格が改定され、e:HEVモデル全タイプ一律165,000円（10%消費税込み、「e:HEV CROSSTAR スロープ」は消費税非課税の為150,000円）値上げされた。

  - 3月27日 - ガソリンモデルを一部改良（4月10日受注開始、7月24日発売）[43]。
    - e:HEVモデル同様に外装塗装の変更、一部の安全装備・運転支援機能のメーカーオプション設定タイプの拡大、価格改定が実施された。なお、価格の改定幅はe:HEVモデルと異なり、全タイプ一律115,500円（10%消費税込み、「CROSSTER」のスロープとリフトアップシートは消費税非課税のため105,000円）値上げとなる。

## 車名の由来
Freedom（自由）からの造語で、従来の常識や定石にとらわれることなく、どこまでも自由な発想で追い求めたクルマ、という意味が込められている。また、Free（自由な）+Do（行動する）という意味も込められている。
2代目に設定された「フリード+」の「+（プラス）」は、フリードの特長である取り回しの良さやコンパクトさに加え、「新たな使い方や利用シーンを創造する独創的な機能をプラスすることで、クルマのある生活に新たな可能性をもたらしたい」という想いからつけられた。